# Vangelo di Reims

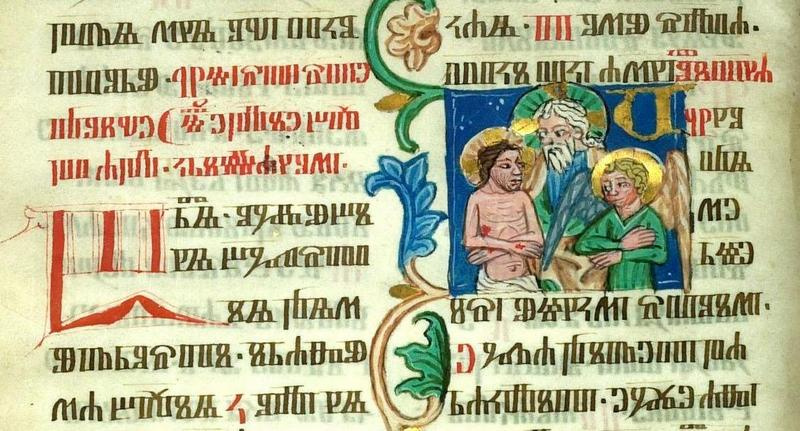
Lettere glagolitiche

Il Vangelo di Reims (in francese : Texte du Sacre che significa "testo dell'incoronazione", indicato anche in alcune fonti ceche come Sázava Gospel o Remešský kodex) è un manoscritto miniato di origine slava che divenne parte patrimonio culturale della Cattedrale di Reims.
Enrico III di Francia e molti dei suoi successori, tra cui Luigi XIV, durante l'incoronazione giuravano utilizzando questo manoscritto. Ai tempi di Carlo IV, che lo diede all'appena fondato monastero di Emmaus a Praga, si credeva che il testo fosse stato scritto direttamente da San Procopio.

## Descrizione

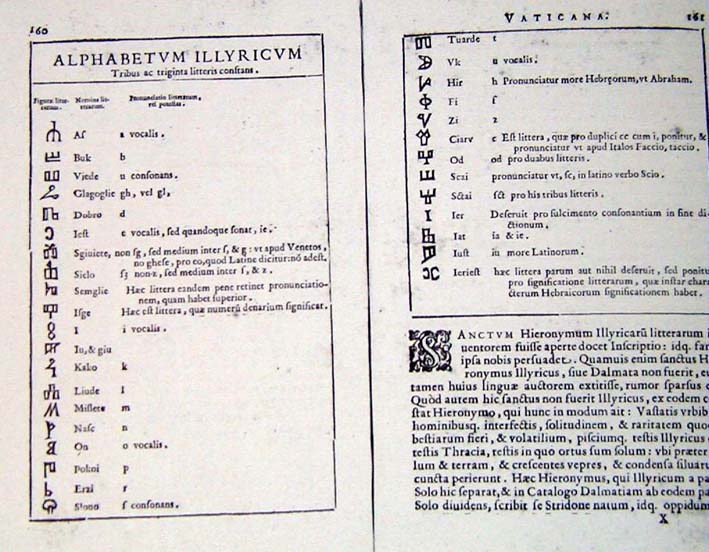
1591, Angelo Rocca, lettere glagolitiche come quelle del Vangelo di Reims e i loro equivalenti nell'alfabeto latino

Su un totale di 47 pagine fronte-retro, 16 sono scritte in cirillico mentre le restanti 31 utilizzano l'alfabeto glagolitico. Il libro venne pubblicato con una rilegatura a tesoro, riccamente decorata e abbellita con oro, pietre preziose e cimeli, tra cui un frammento della Vera Croce. Le pietre preziose e le reliquie scomparvero dalla copertina del libro durante la Rivoluzione francese.

## Contenuto
La parte cirillica comprende una pericope, del periodo che va dal 27 ottobre al 1º marzo, secondo il rito cattolico greco. La parte glagolitica contiene le pericopi che vanno dalla domenica delle Palme fino alla festa dell'Annunciazione (25 marzo) del rito cattolico romano.
In un poscritto un monaco boemo annotò: 

## Storia
Non è certa l'origine del manoscritto. La parte più antica fu probabilmente scritta sull'isola croata di Veglia, o in un monastero in Serbia, Bulgaria, Boemia, Ucraina o Russia.
Le prime informazioni storiche del manoscritto datano all'ultima metà del XIV secolo, al tempo di Carlo IV, che lo donò all'appena fondato monastero di Emmaus a Praga, dove per i riti si utilizzava la lingua slava ecclesiastica (la chiesa del monastero era dedicata ai santi Cirillo e Metodio, ad San Vojtěch, a San Procopio e a San Girolamo, che si riteneva avesse tradotto i Vangeli dal greco all'antica lingua slava). In questo periodo si credeva che il testo fosse stato scritto da San Procopio, abate del monastero di Sázava.
Il testo lasciò Praga durante il periodo delle crociate hussite; nel 1451 lo si ritrova a Costantinopoli, dove si diceva che fossero conservati anche i libri di San Girolamo. Nel 1574 fu acquistato dal cardinale Carlo di Lorena (dal patriarca di Costantinopoli, conosciuto al Concilio di Trento) che lo donò alla Cattedrale di Reims in Francia. Poiché il libro era riccamente decorato, iniziò ad essere utilizzato nella cerimonia di incoronazione dei re francesi che prestavano giuramento all'Ordine dello Spirito Santo toccando il libro stesso.
Nel 1717, lo zar Pietro il Grande visitò Reims e, vedendo il manoscritto, notò l'alfabeto cirillico.
Durante la Rivoluzione francese il manoscritto scomparve e non venne rinvenuto fino al 1830, quando fu scoperto nella biblioteca di Reims dal bibliotecario della città Louis Paris, sollecitato alla ricerca da una richiesta del filologo sloveno Jernej Bartol Kopitar, amministratore della Biblioteca del tribunale di Vienna. Louis Paris chiese aiuto al consigliere e archeologo russo Sergey Stroieff per riconoscere il testo tra i molti presenti in biblioteca. Ritrovato il manoscritto, questo era privo dell'oro e delle pietre preziose che prima abbellivano la copertina.
Il primo facsimile venne creato dallo stesso Louis Paris per essere analizzato in dettaglio dal paleografo polacco Korwin Jan Jastrzębski (1805–1852). Ustazade Silvestre de Sacy fece una copia litografica del manoscritto e la donò allo zar russo Nicola I. Nicola finanziò un'altra copia, questa volta utilizzando la stampa calcografica (1843), e lasciò che Jernej Kopitar scrivesse il suo commento sostenendo che tutto il manoscritto proveniva dal XIV secolo.  Nel 1846 il filologo ceco Václav Hanka realizzò la sua edizione, la prima disponibile al grande pubblico, e ricevette per quell'atto meritorio la croce dell'Ordine di Sant'Anna dallo Zar e un anello prezioso dell'imperatore austriaco Ferdinando I.

## Galleria d'immagini

Parte in lingua glagolitica
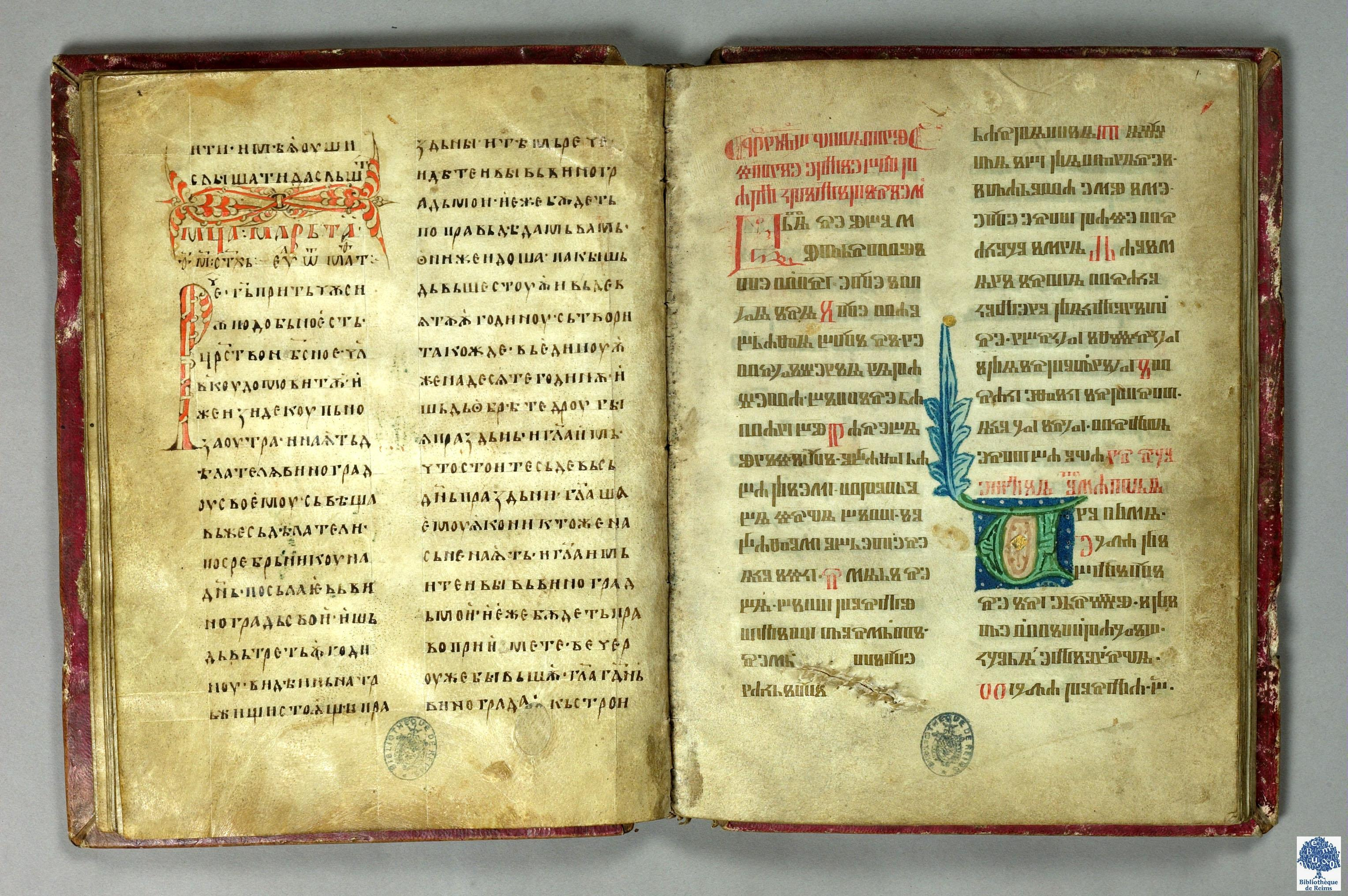
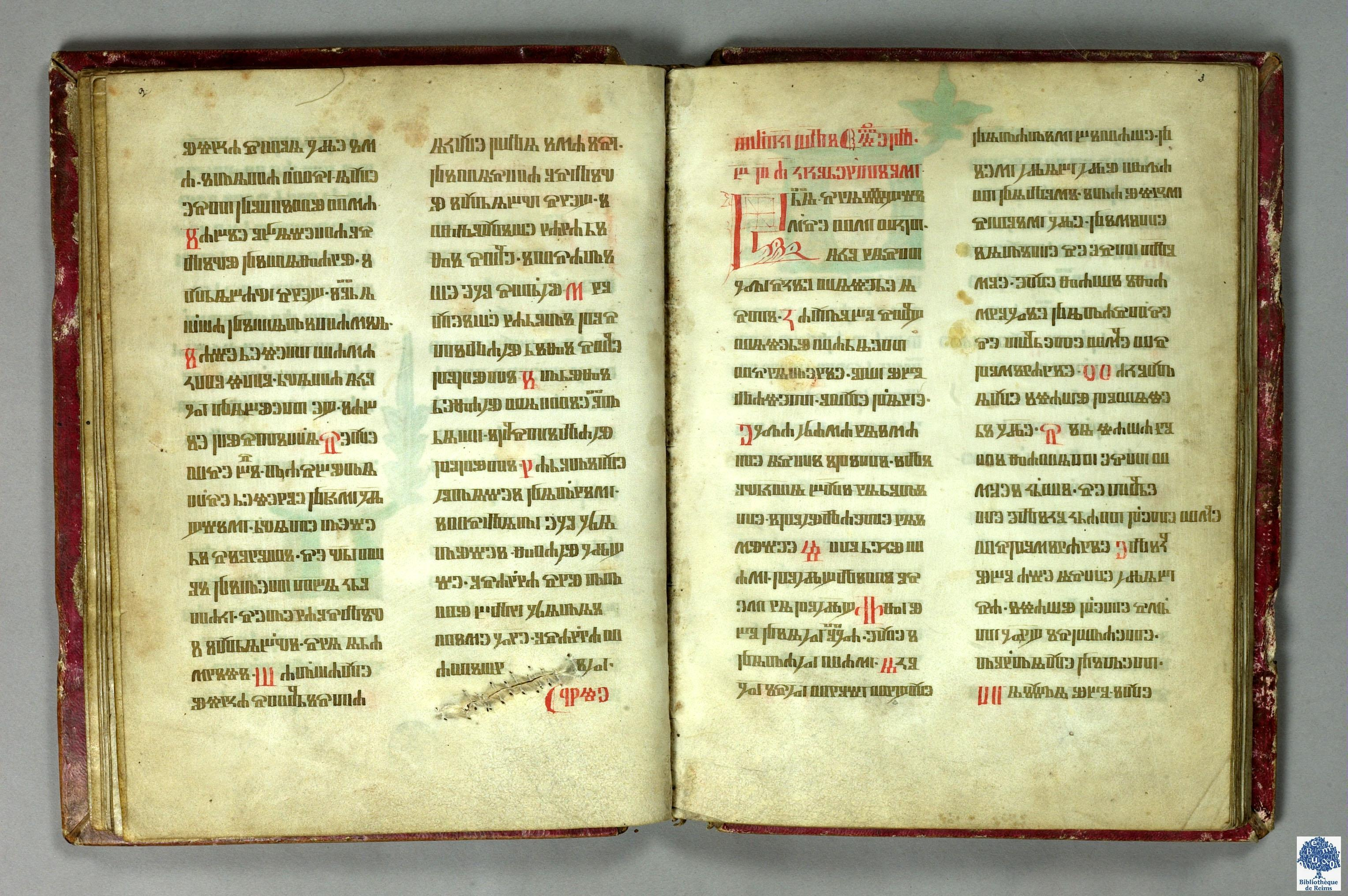
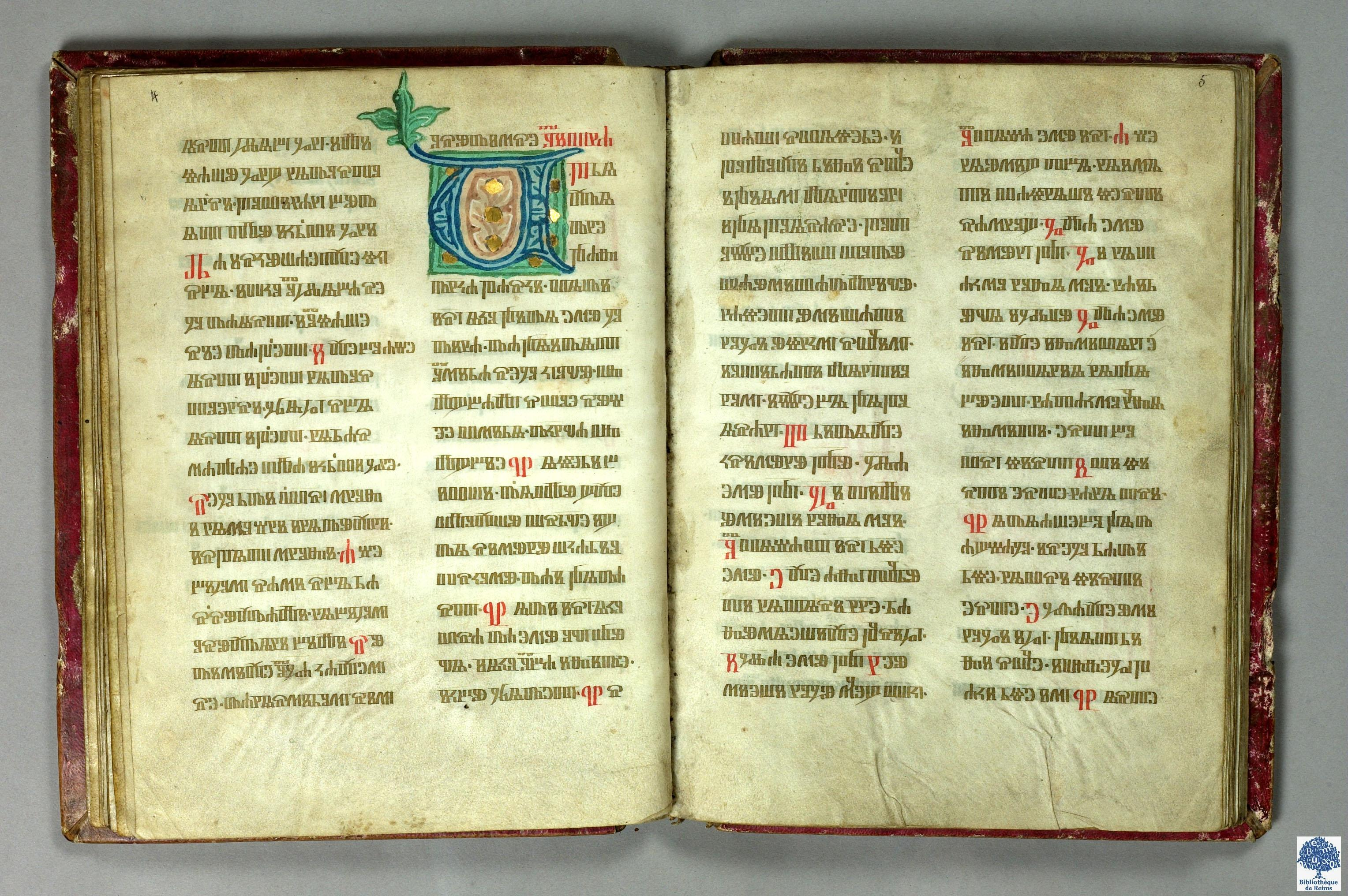
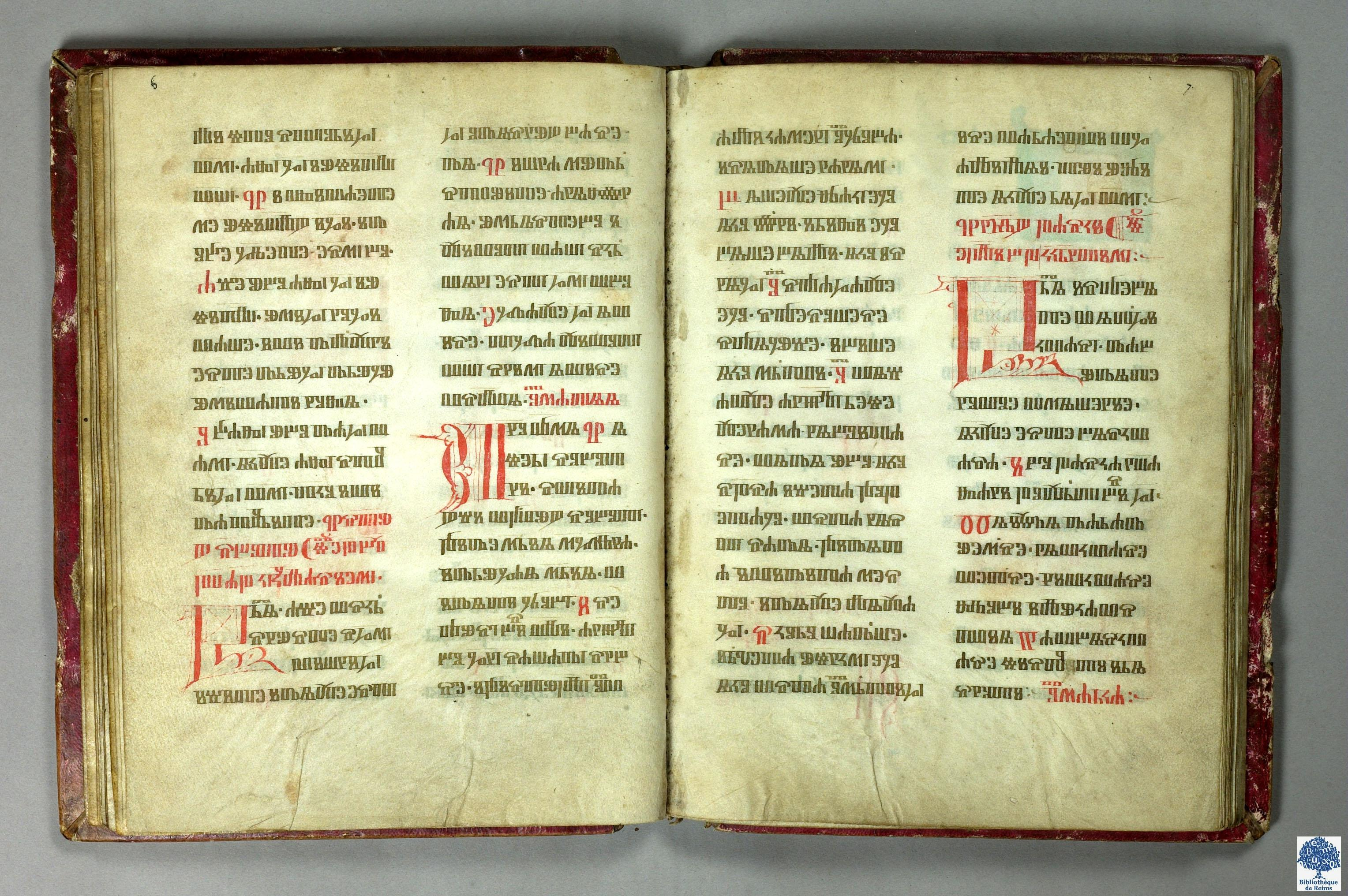
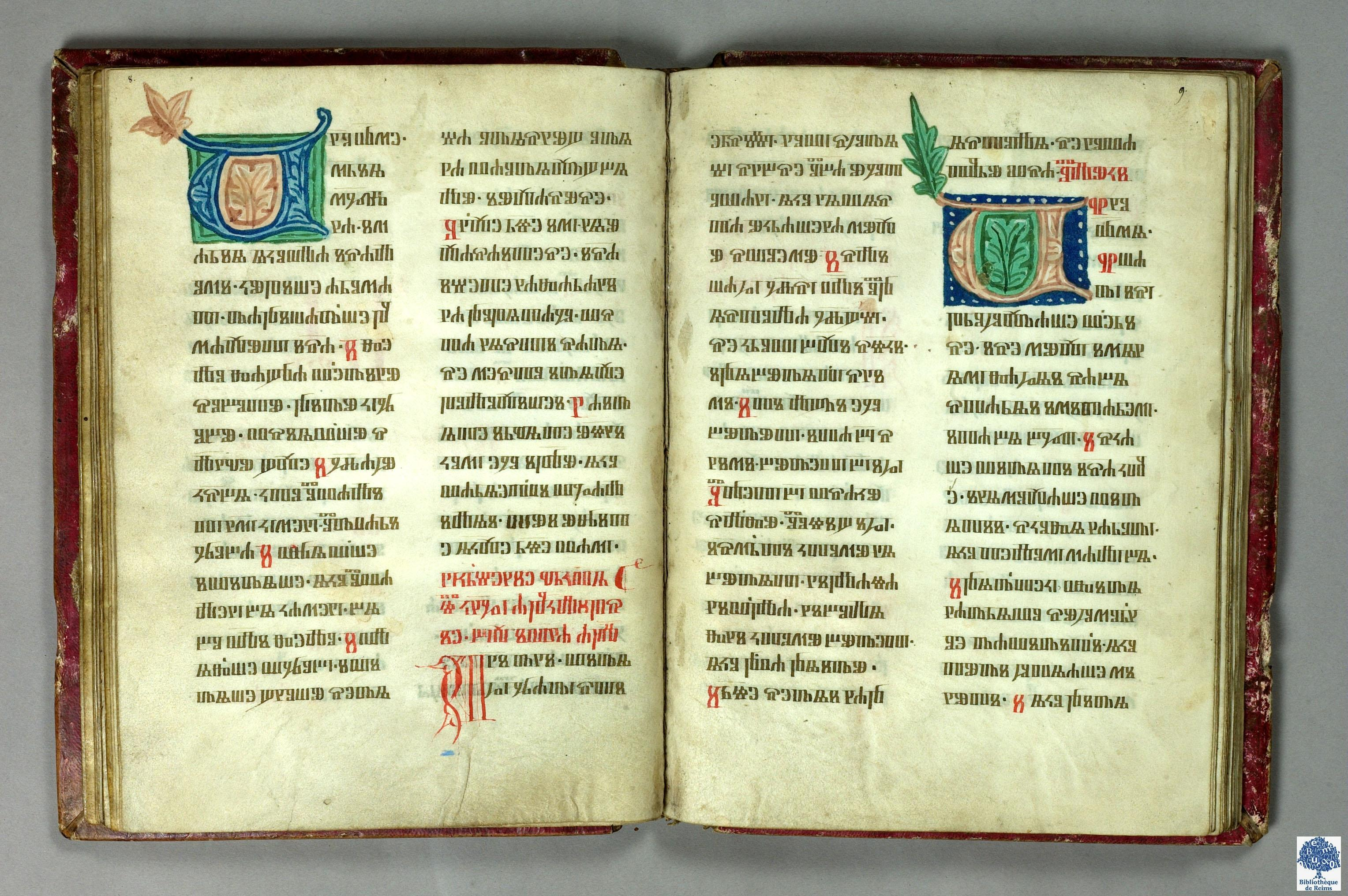
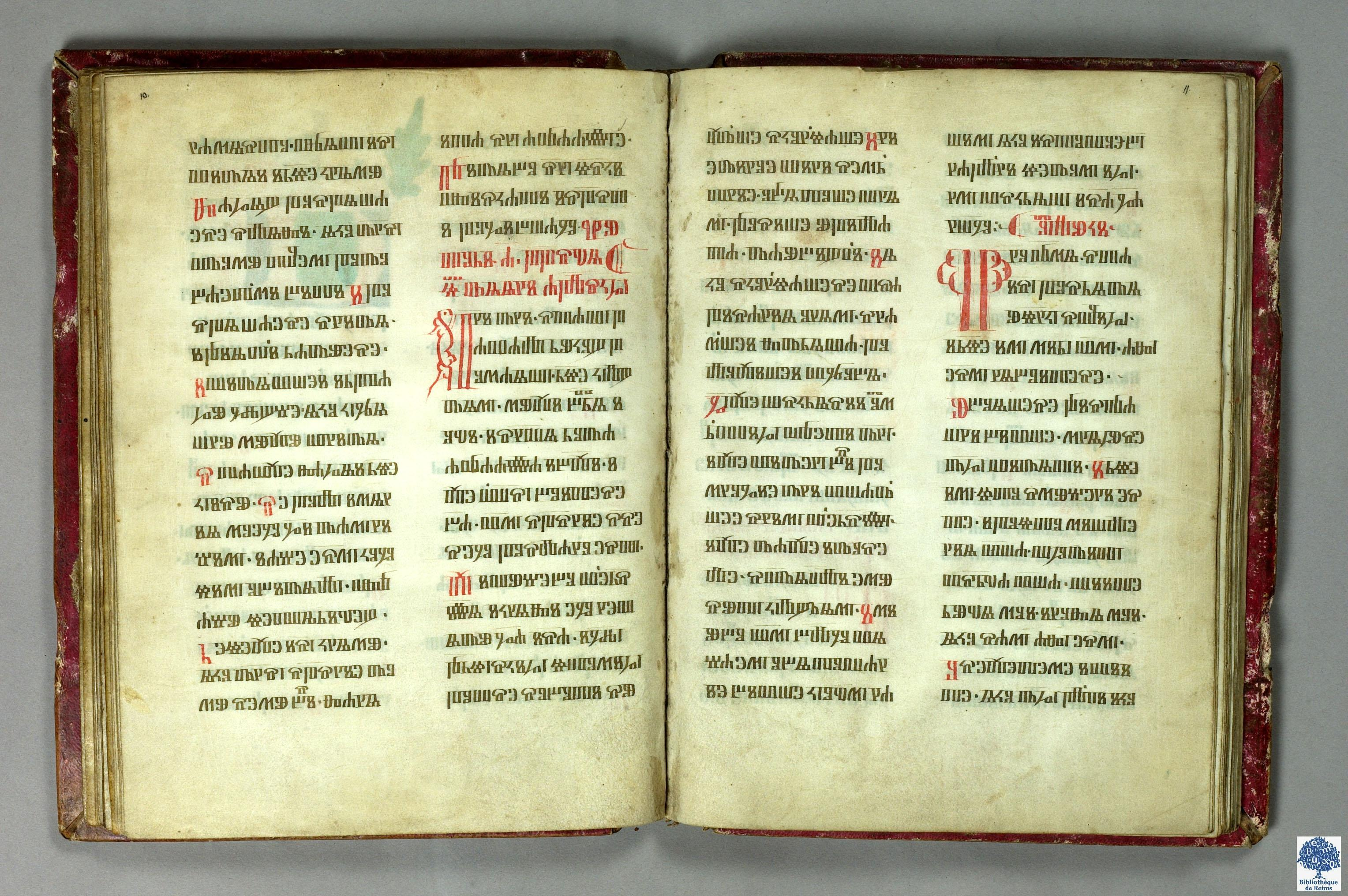
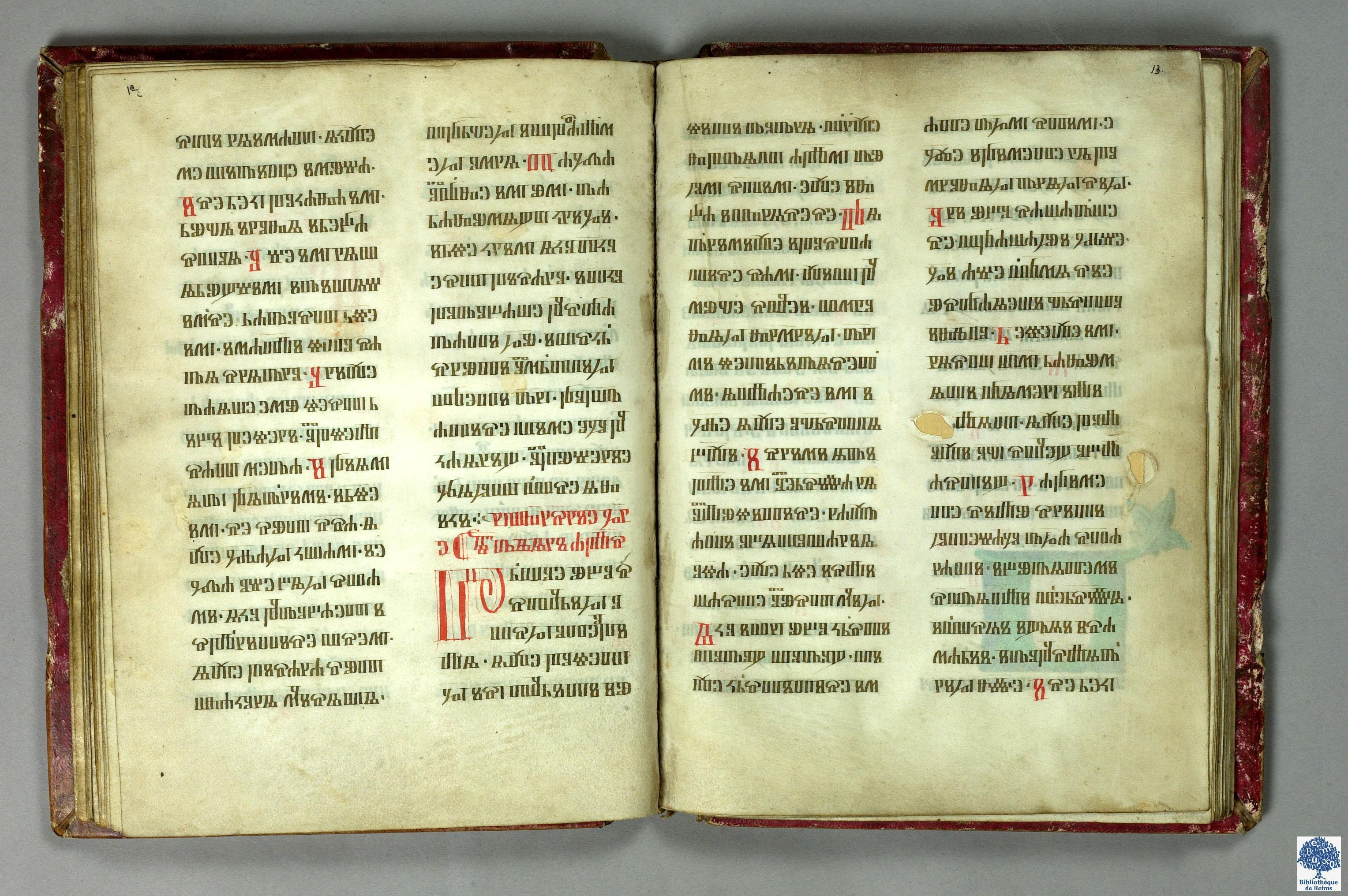
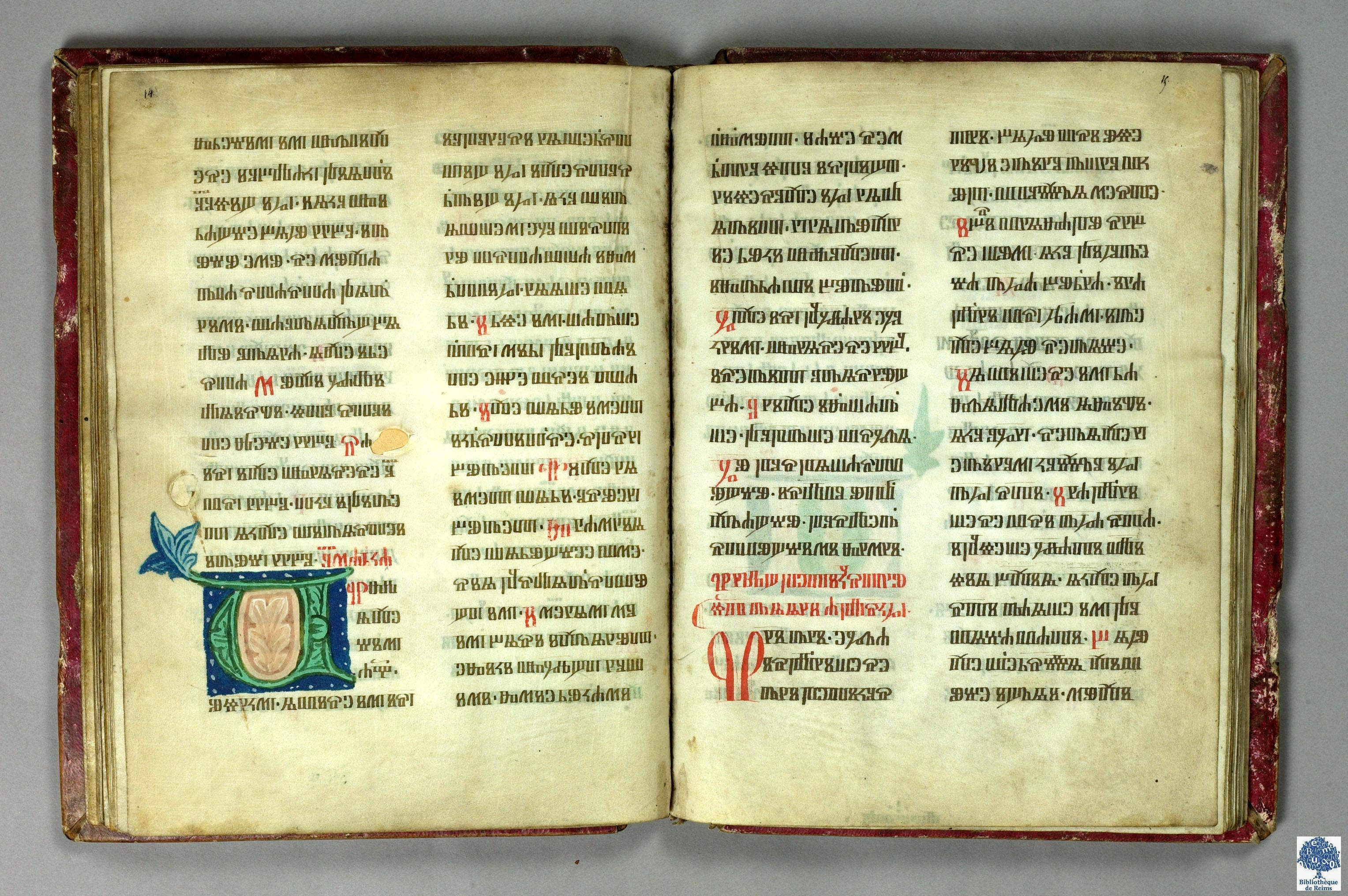
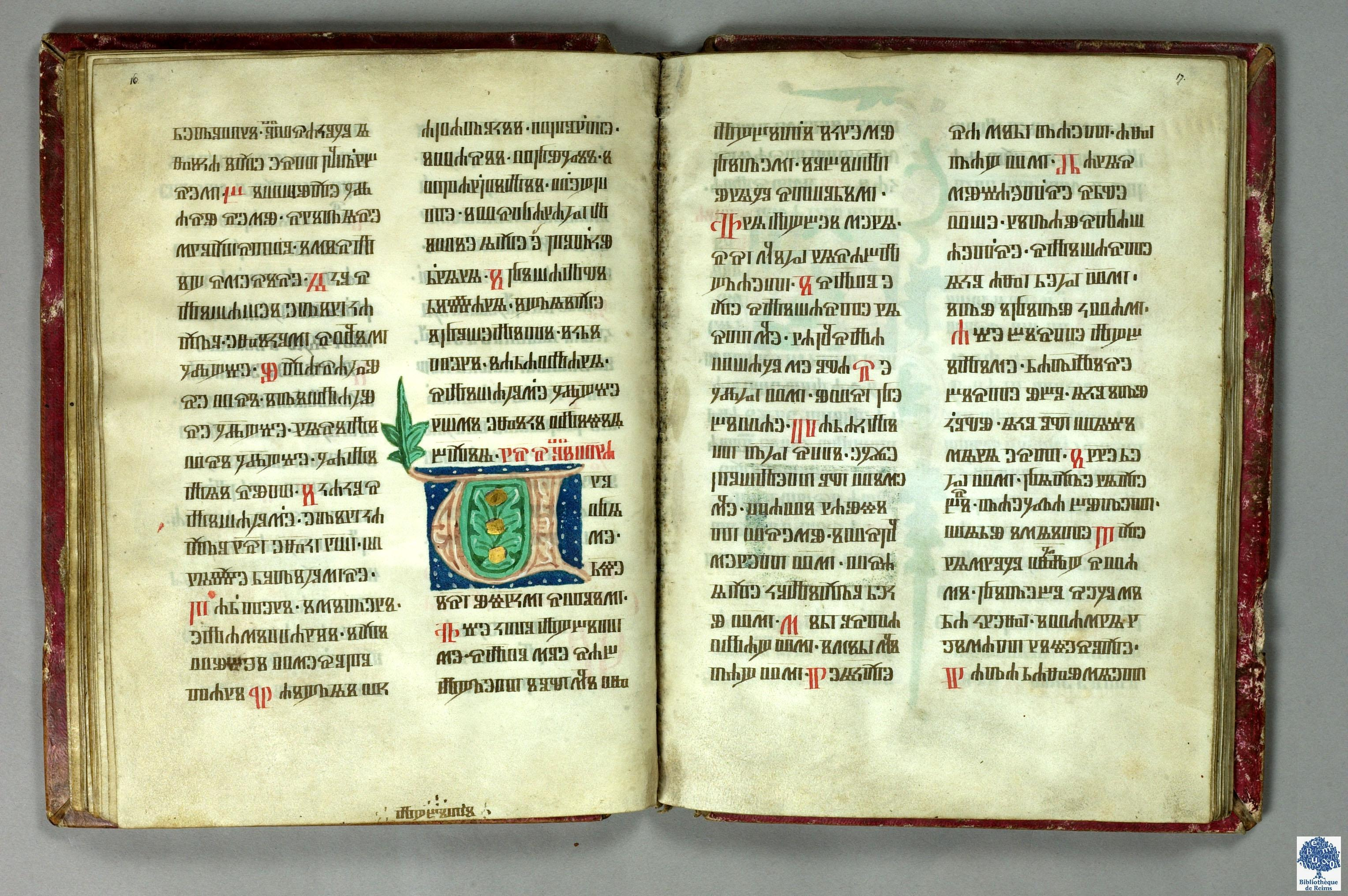
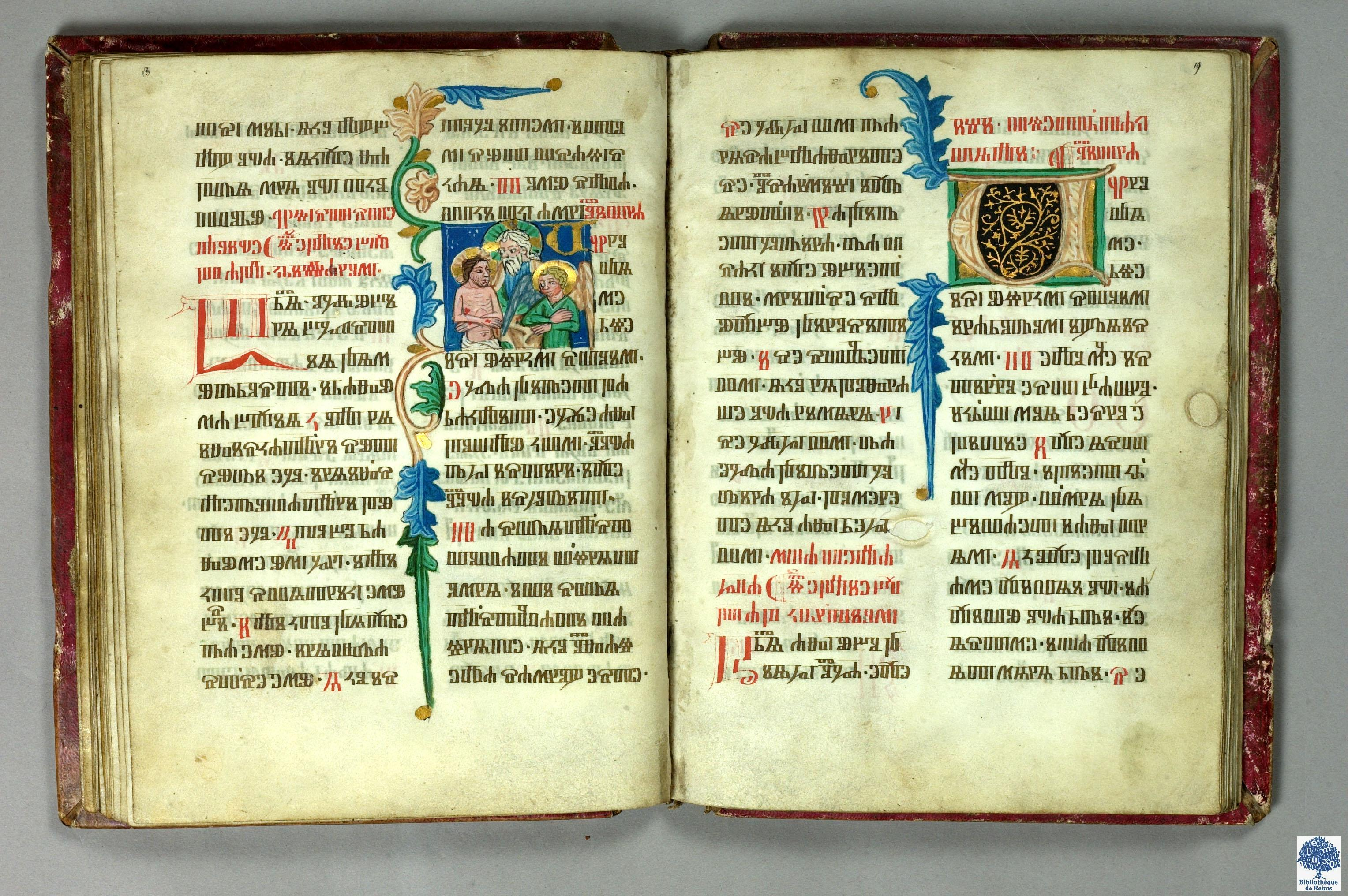
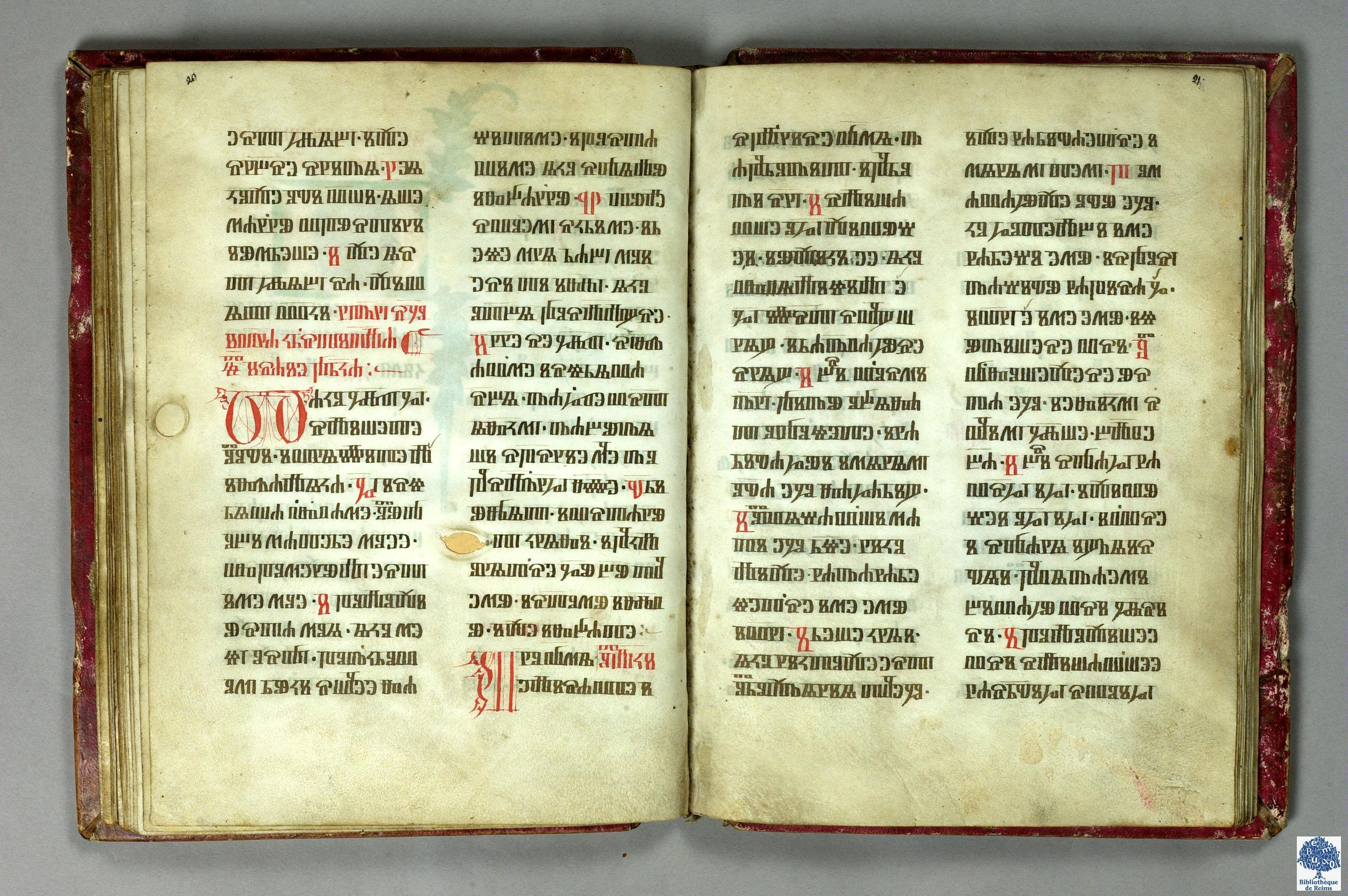
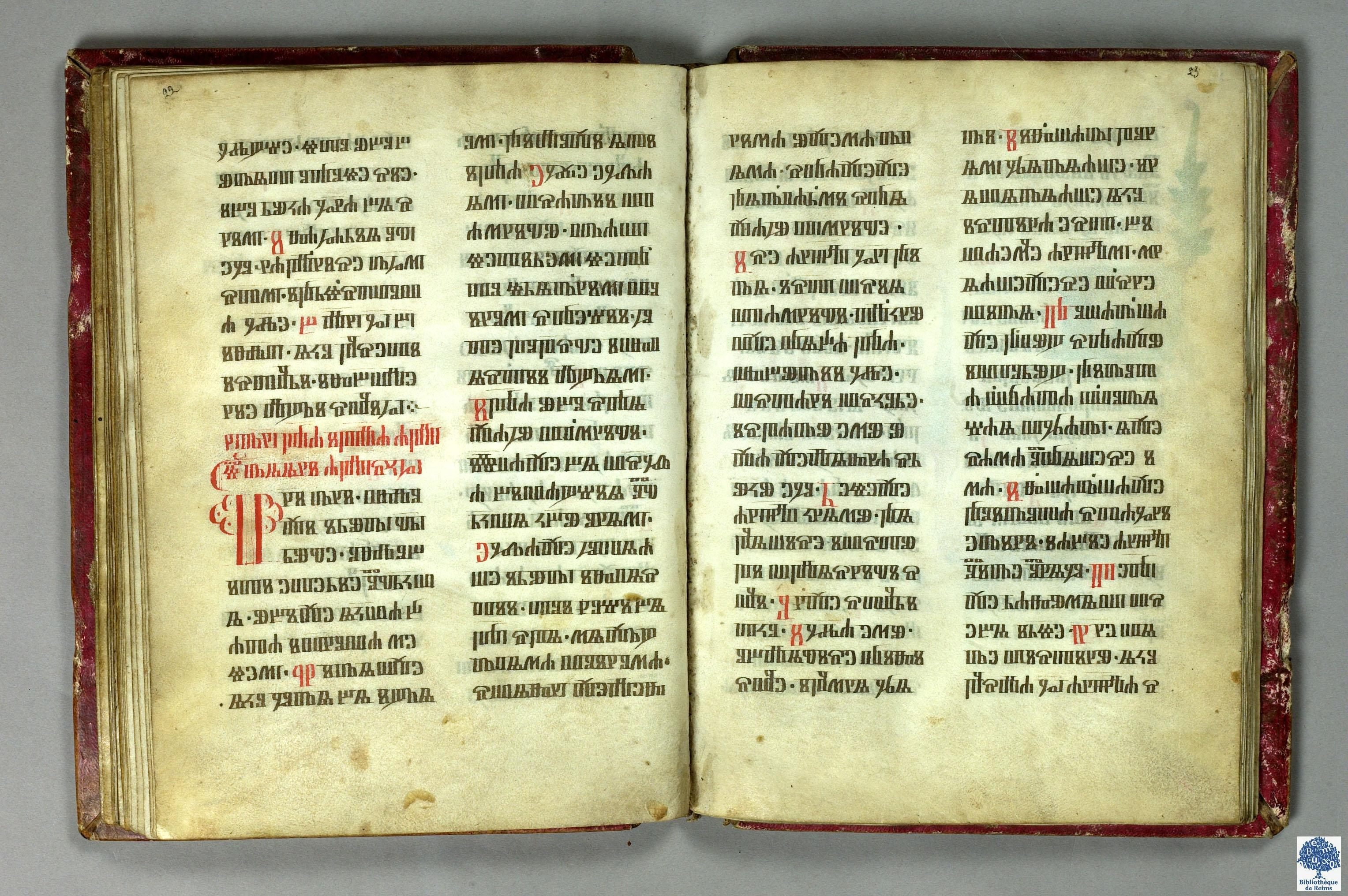
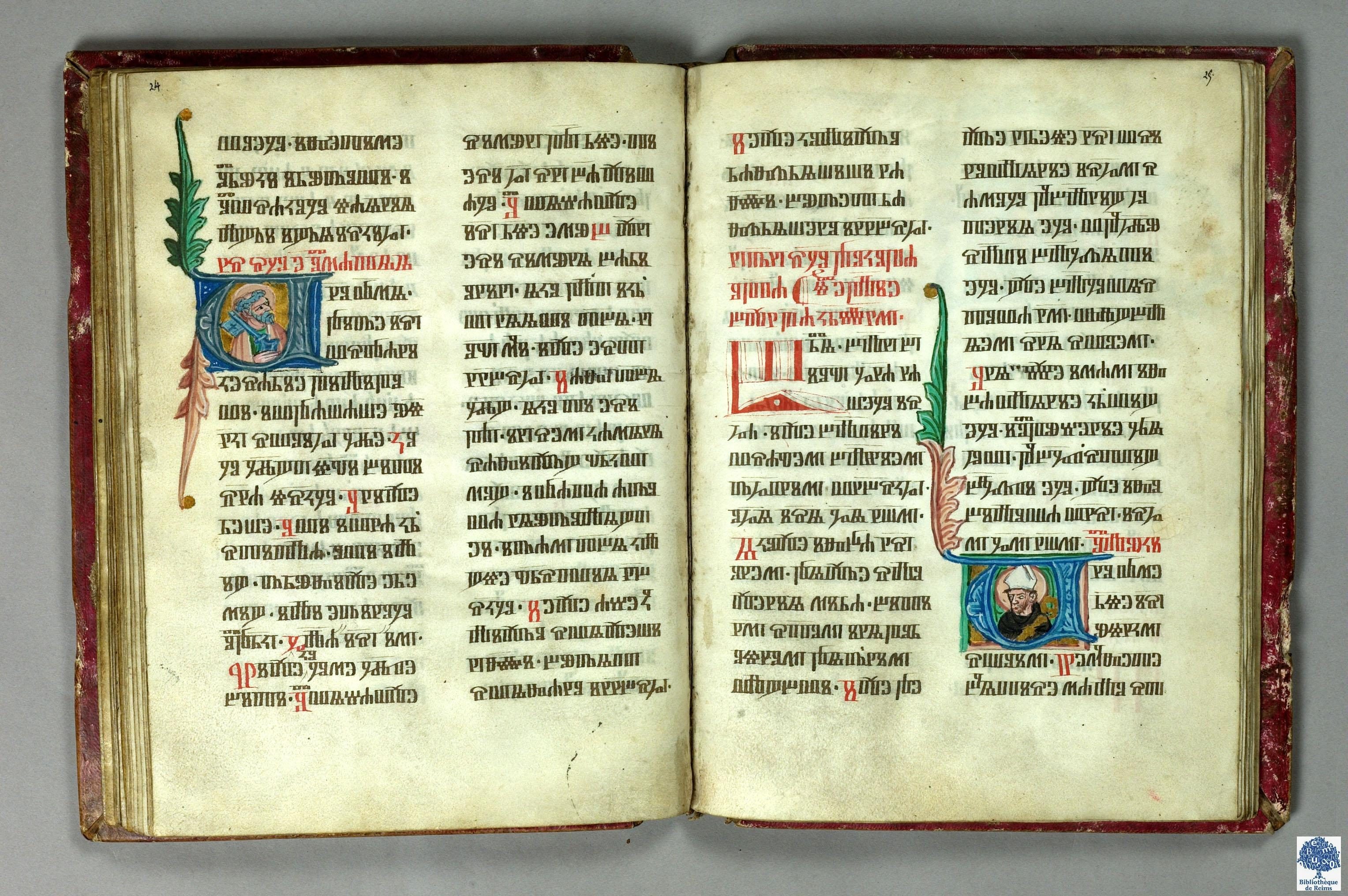
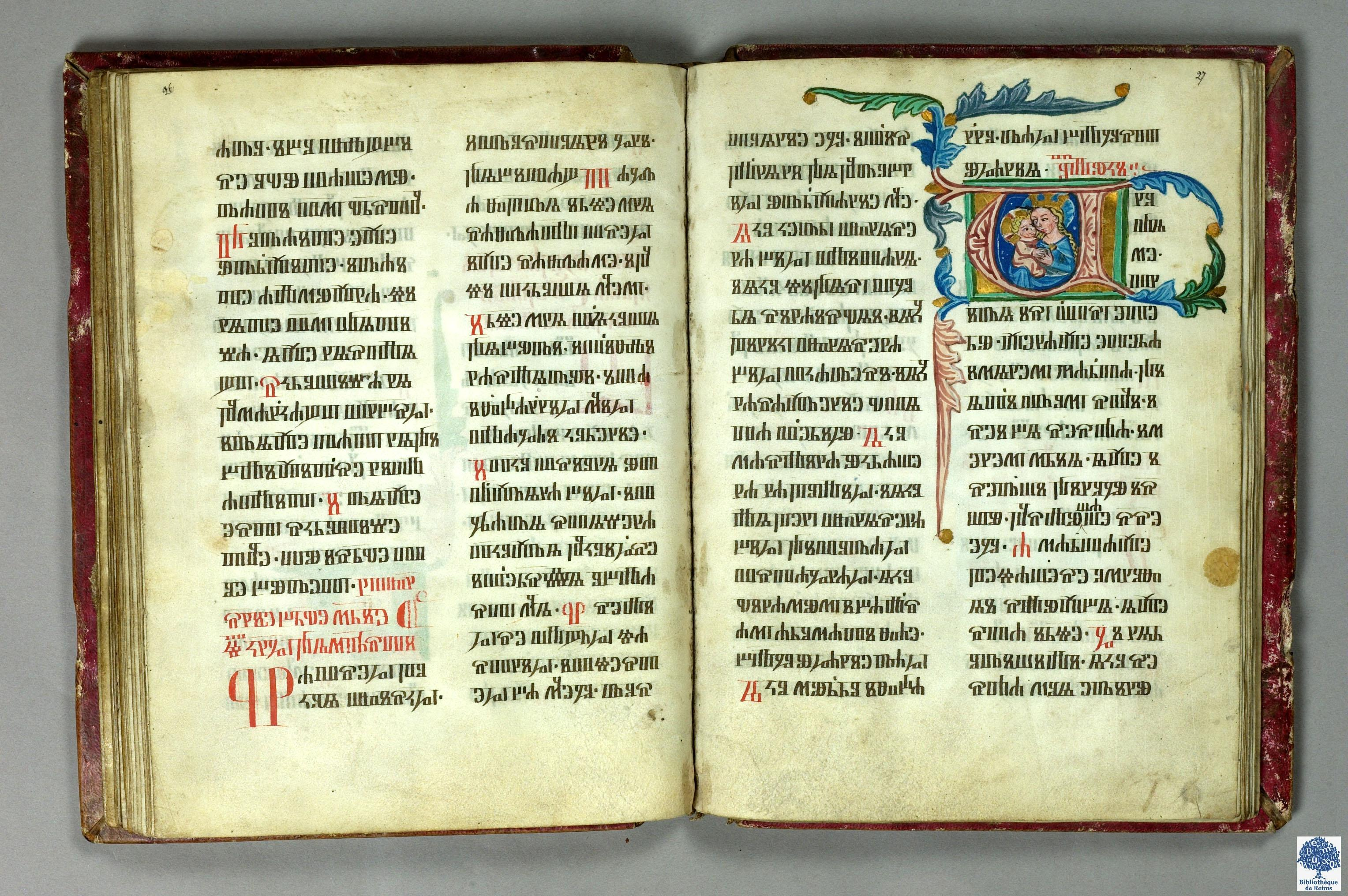
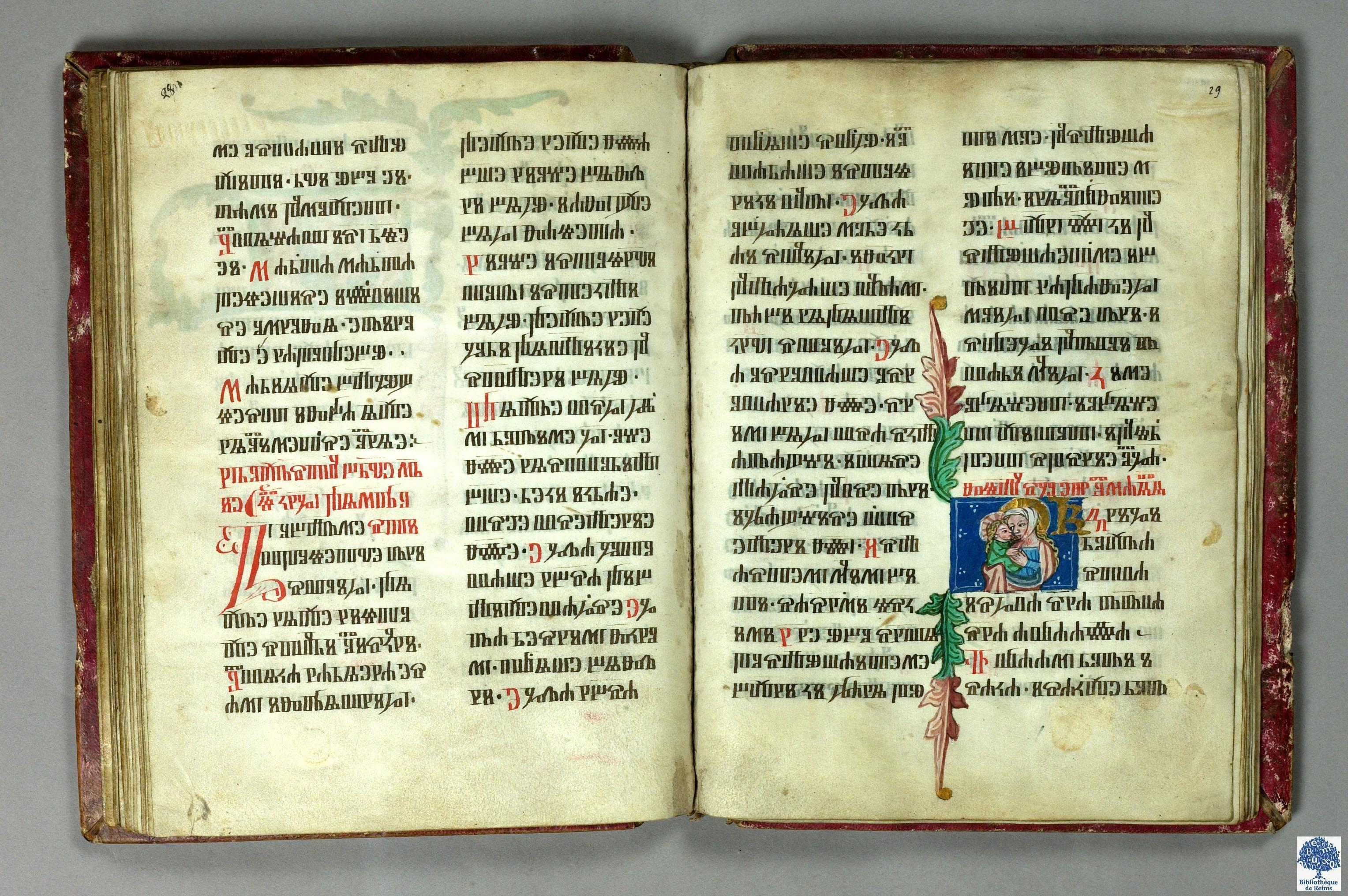
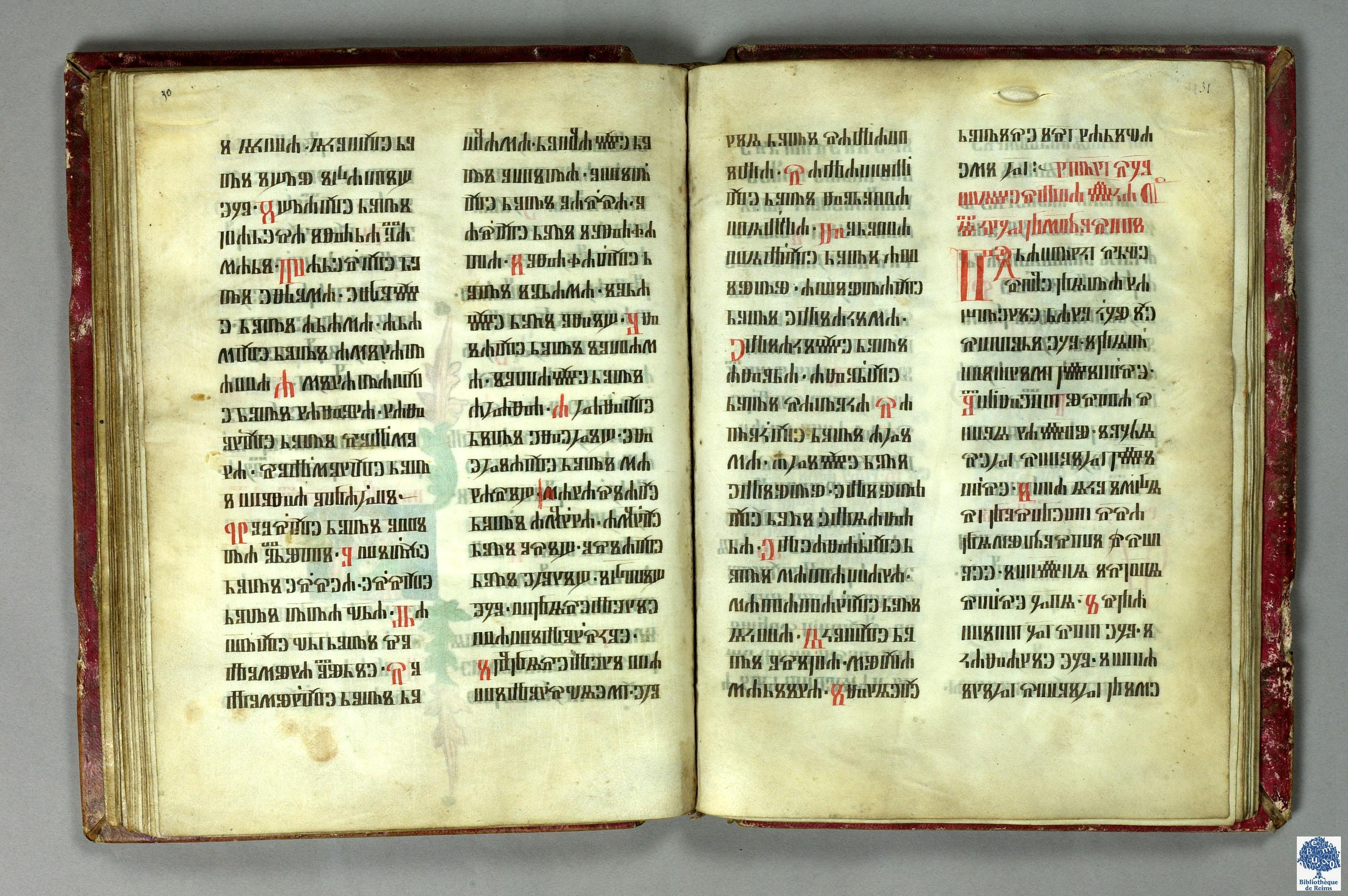
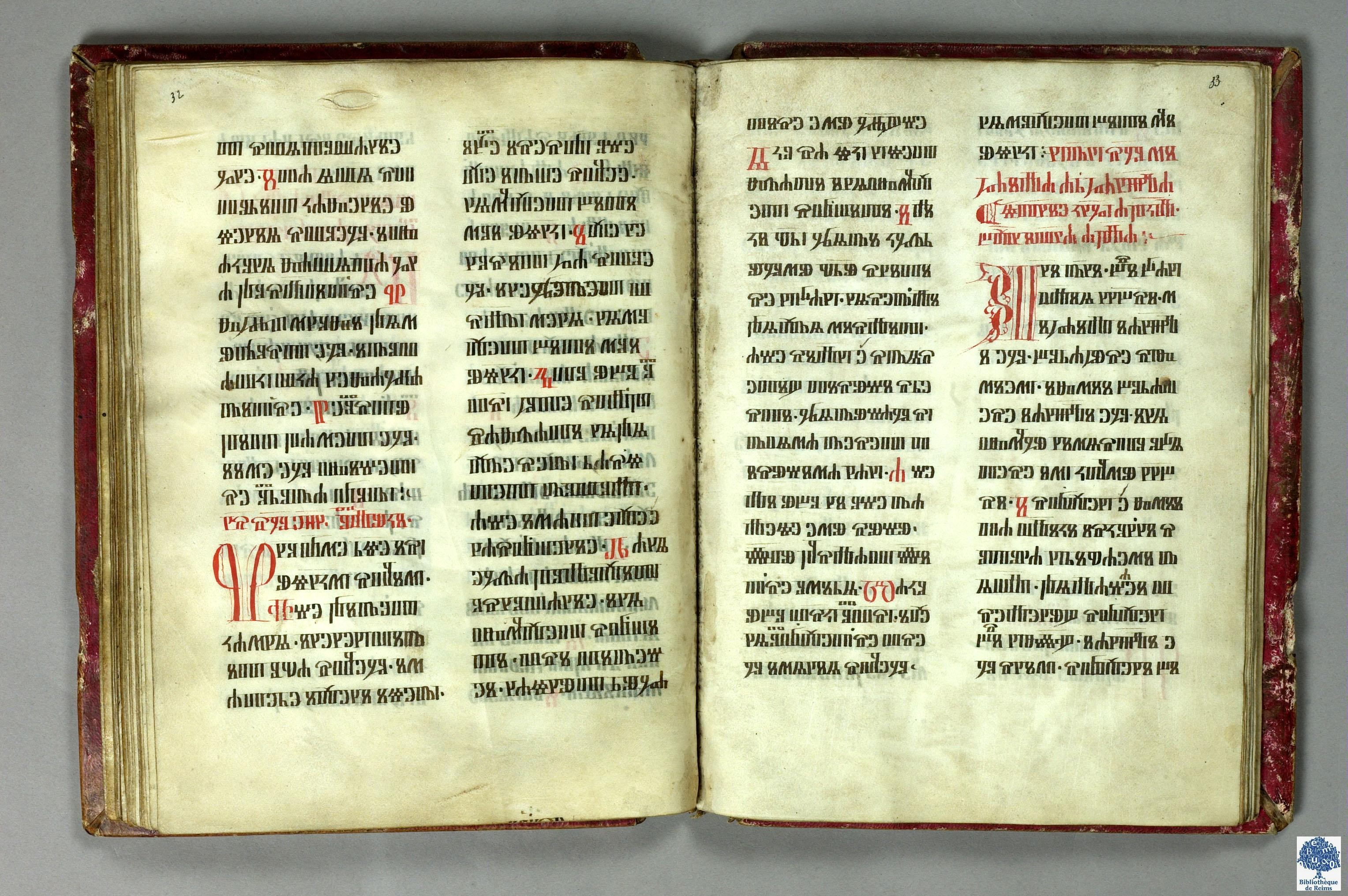
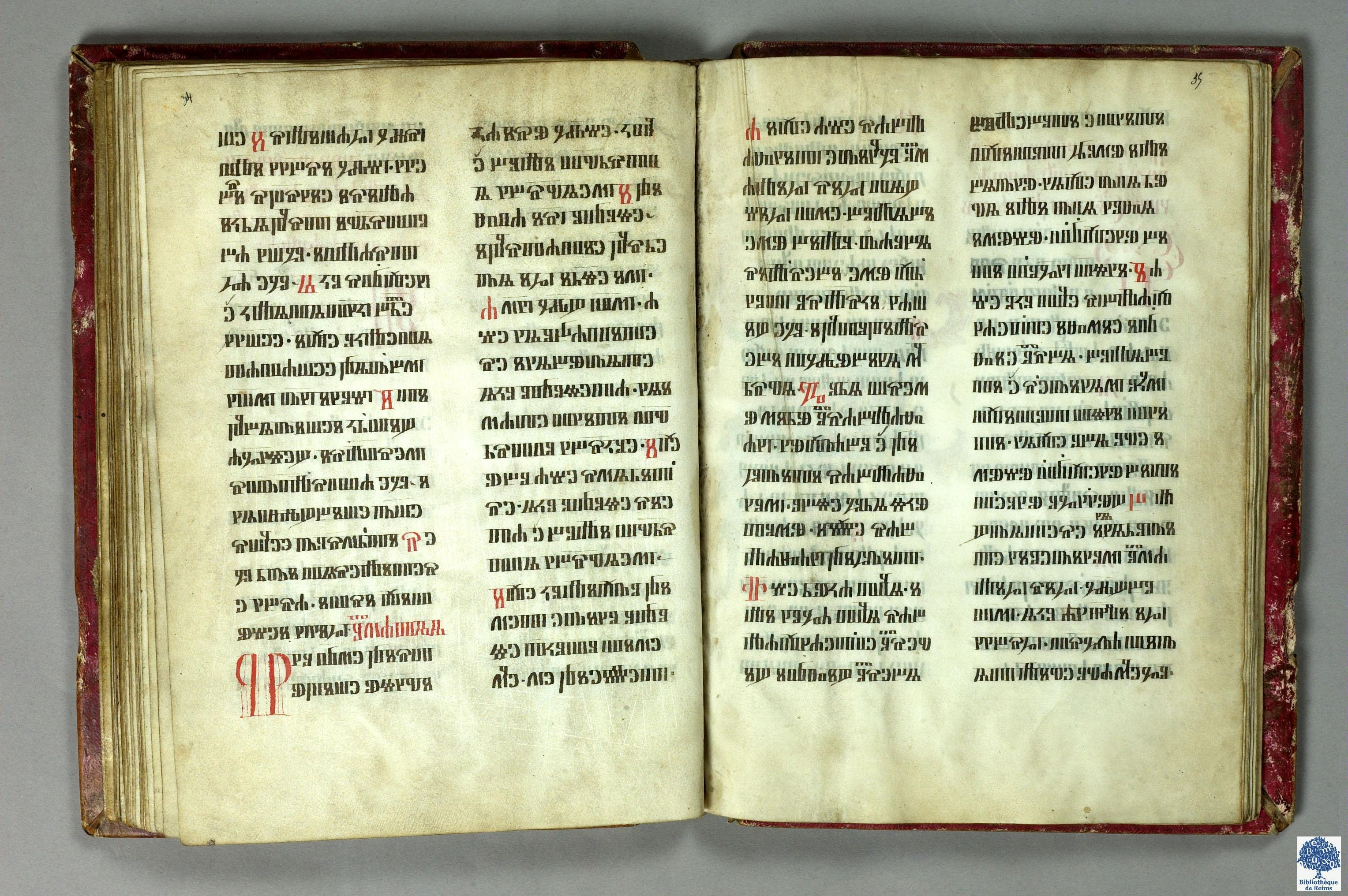
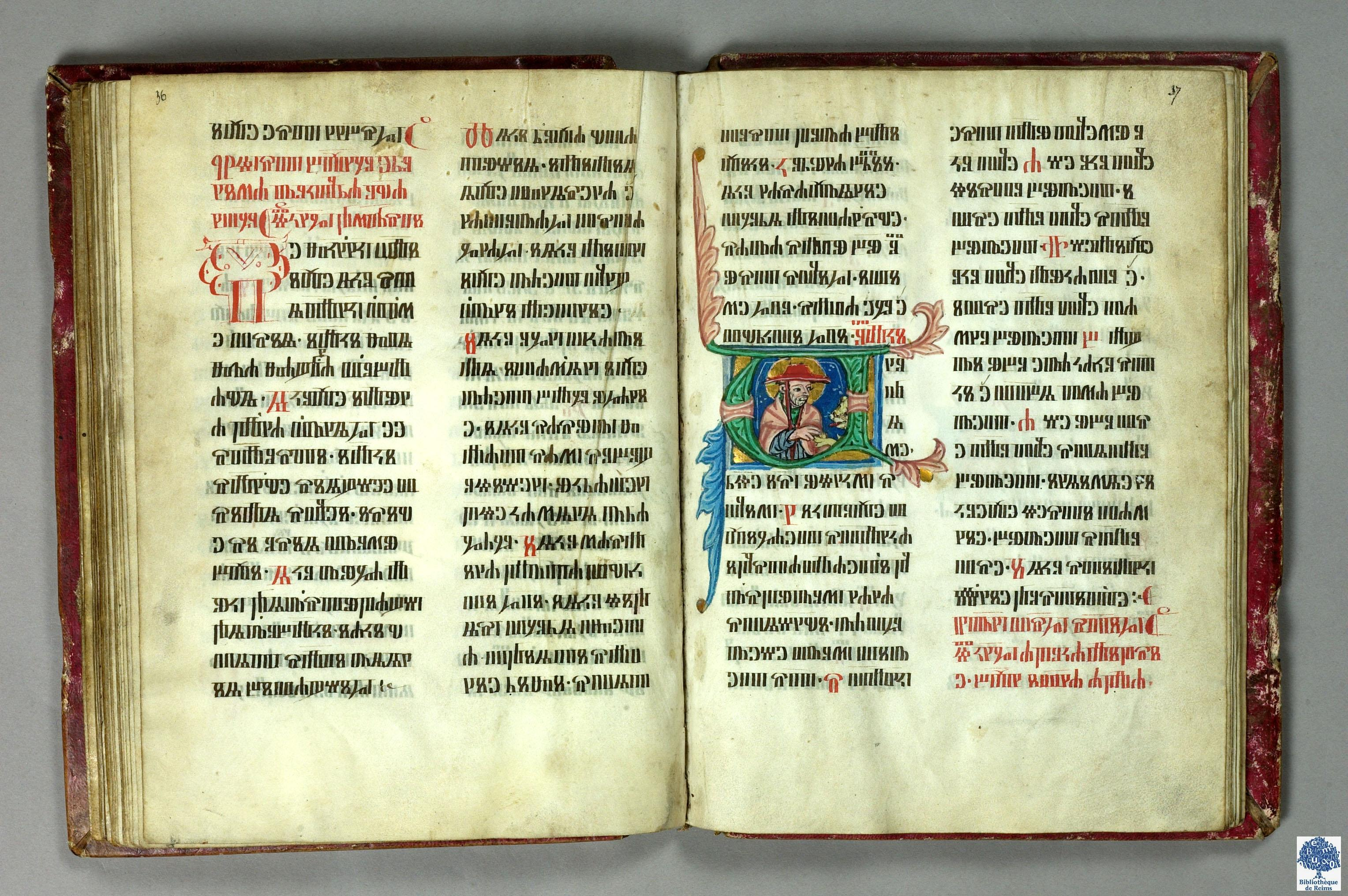
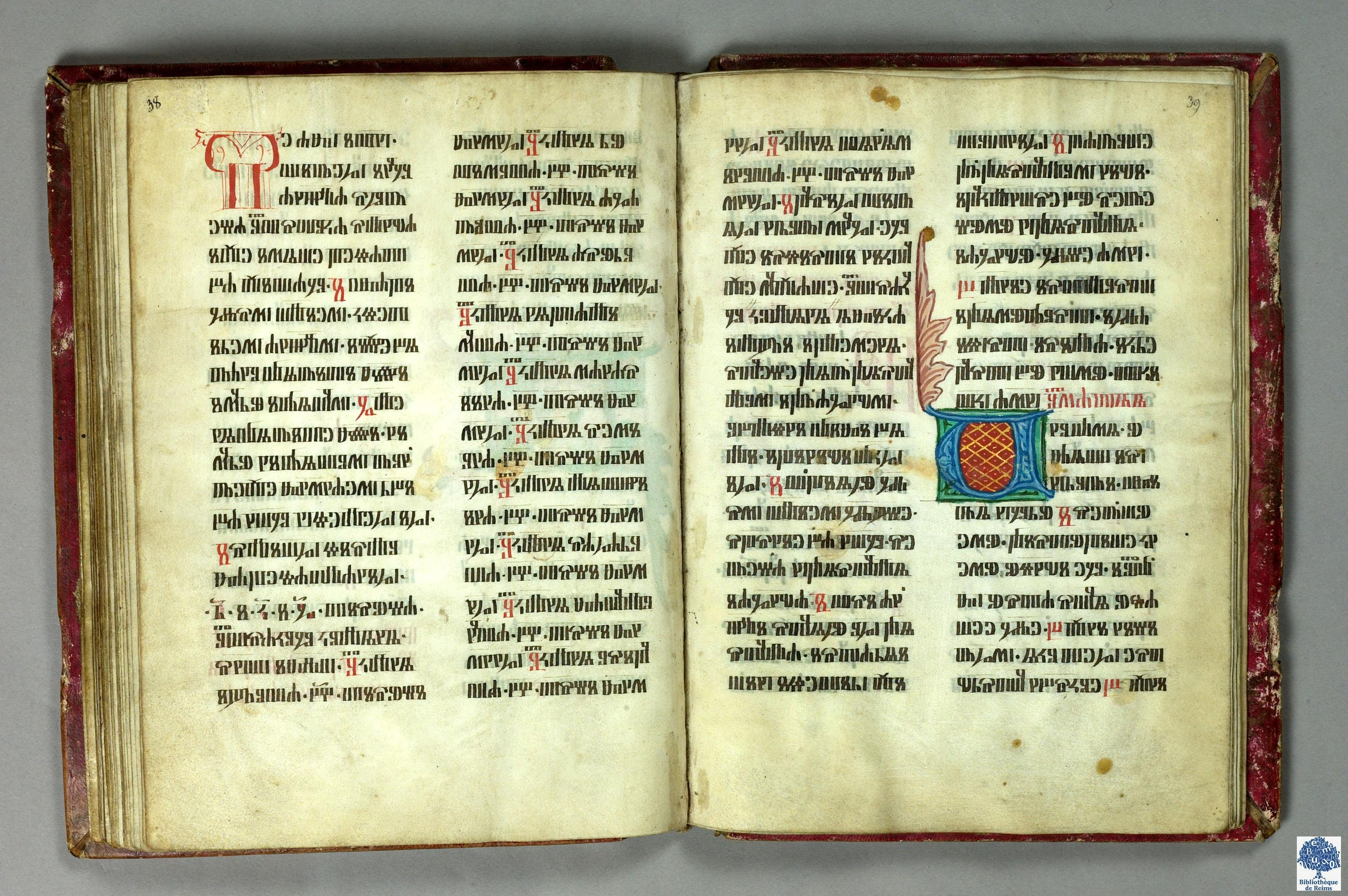
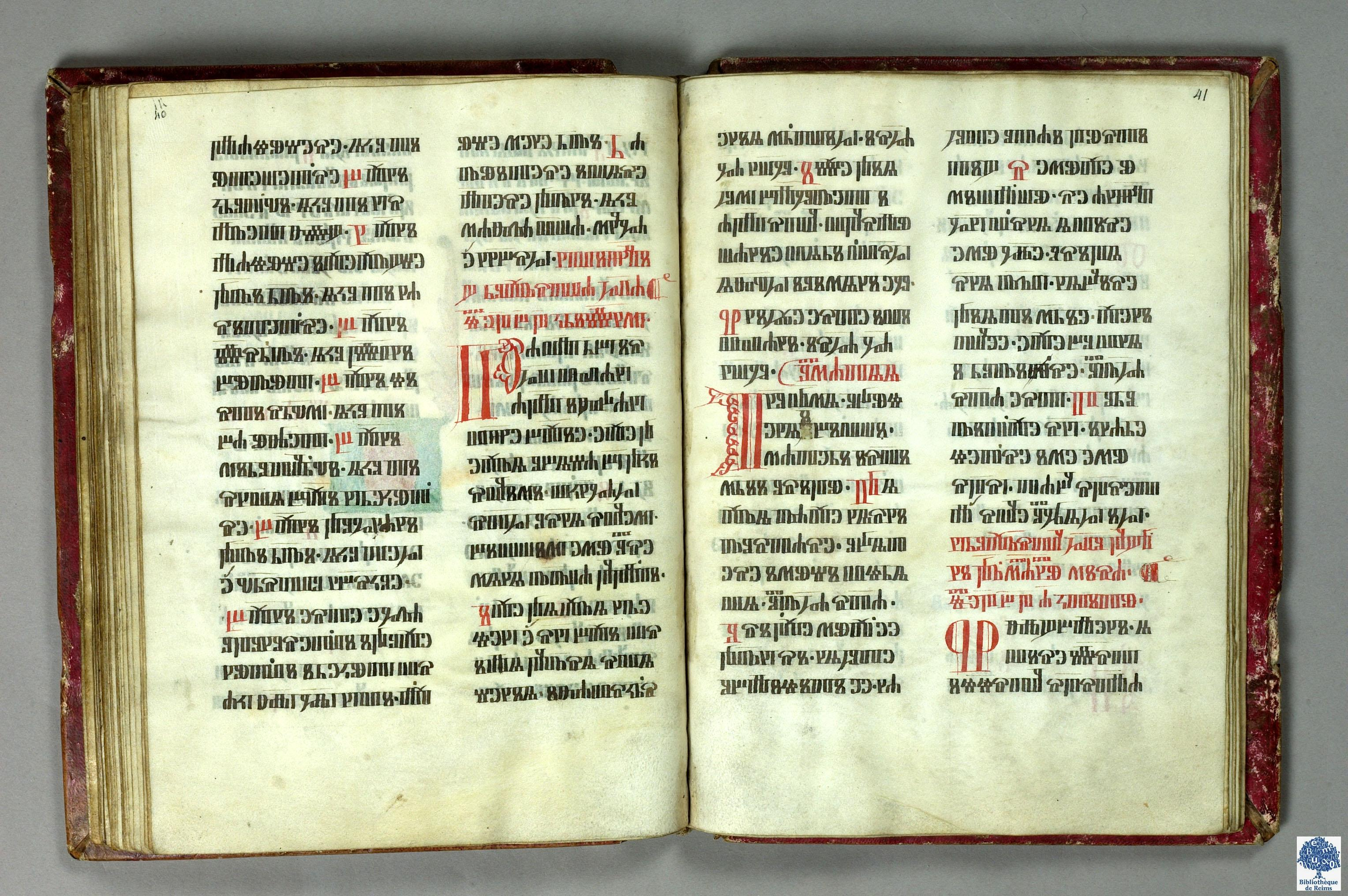
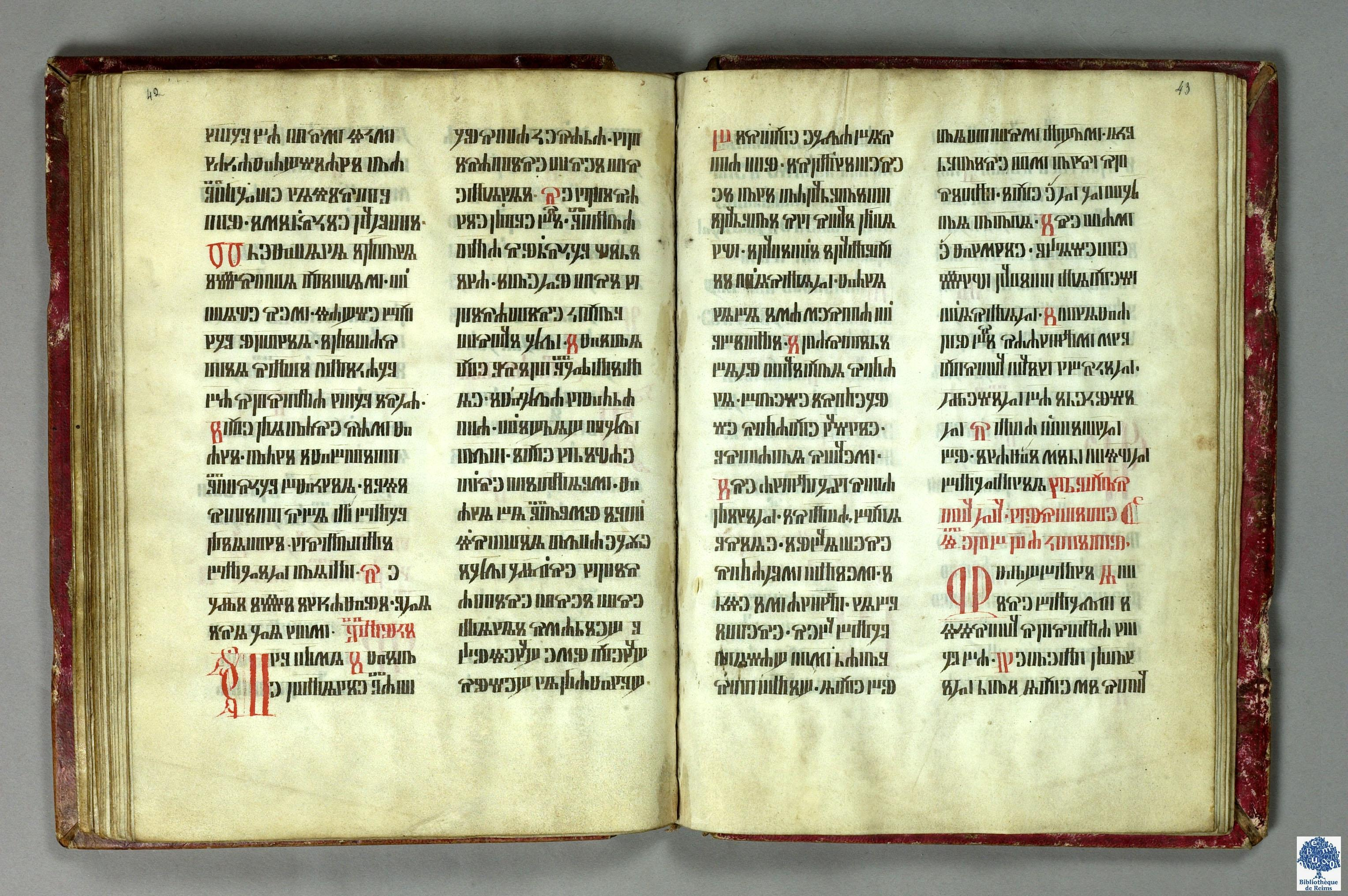
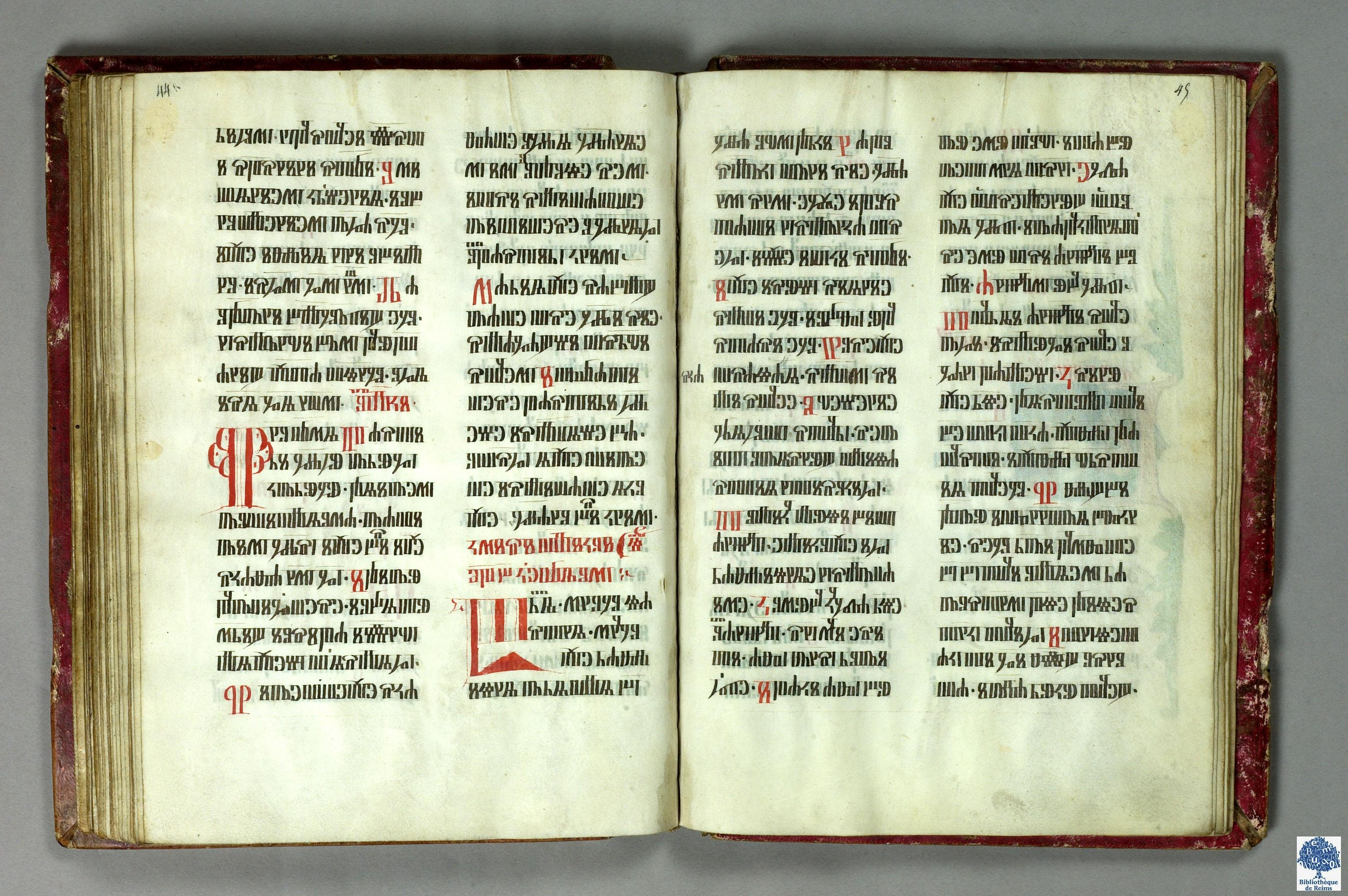
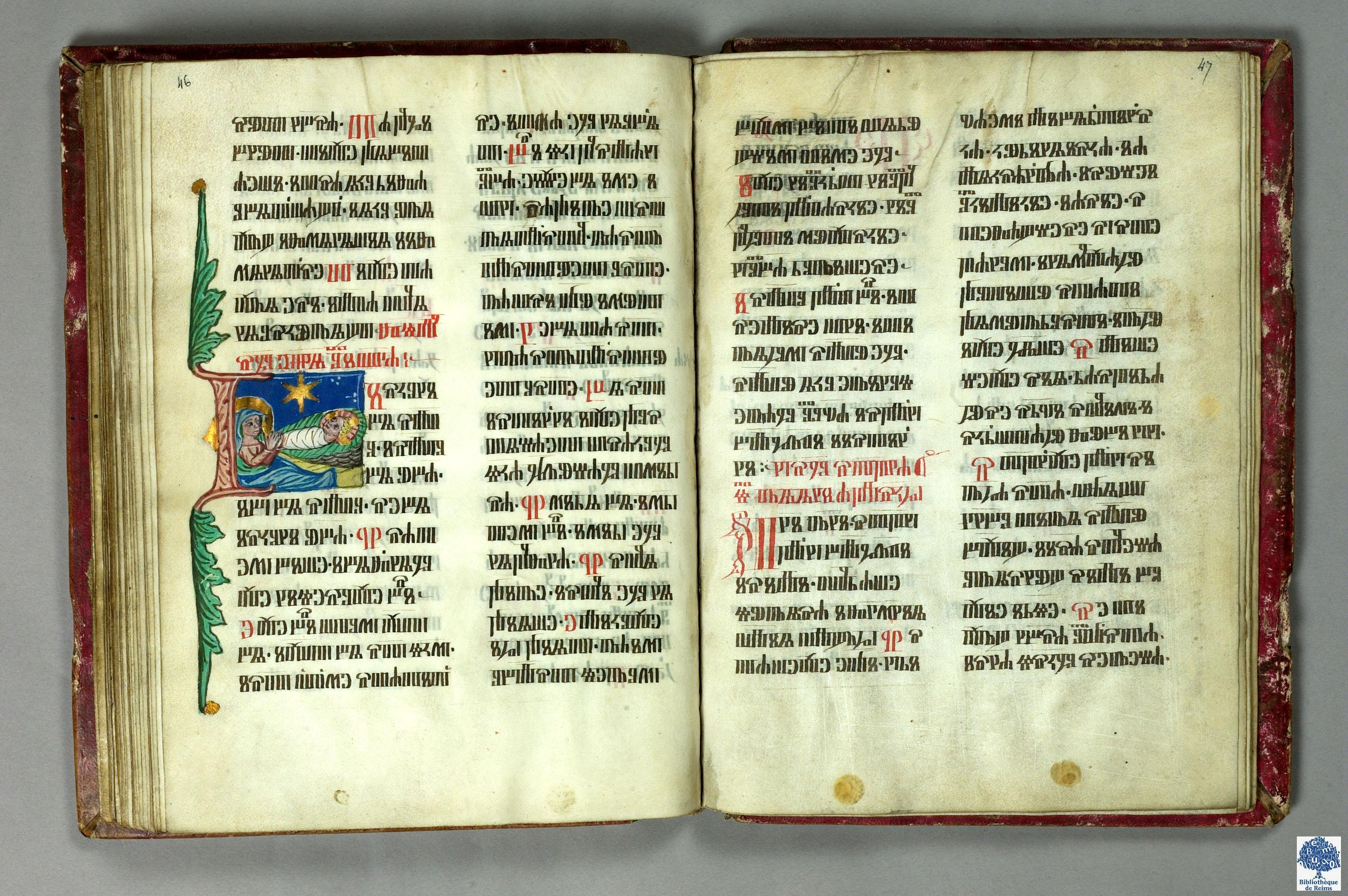
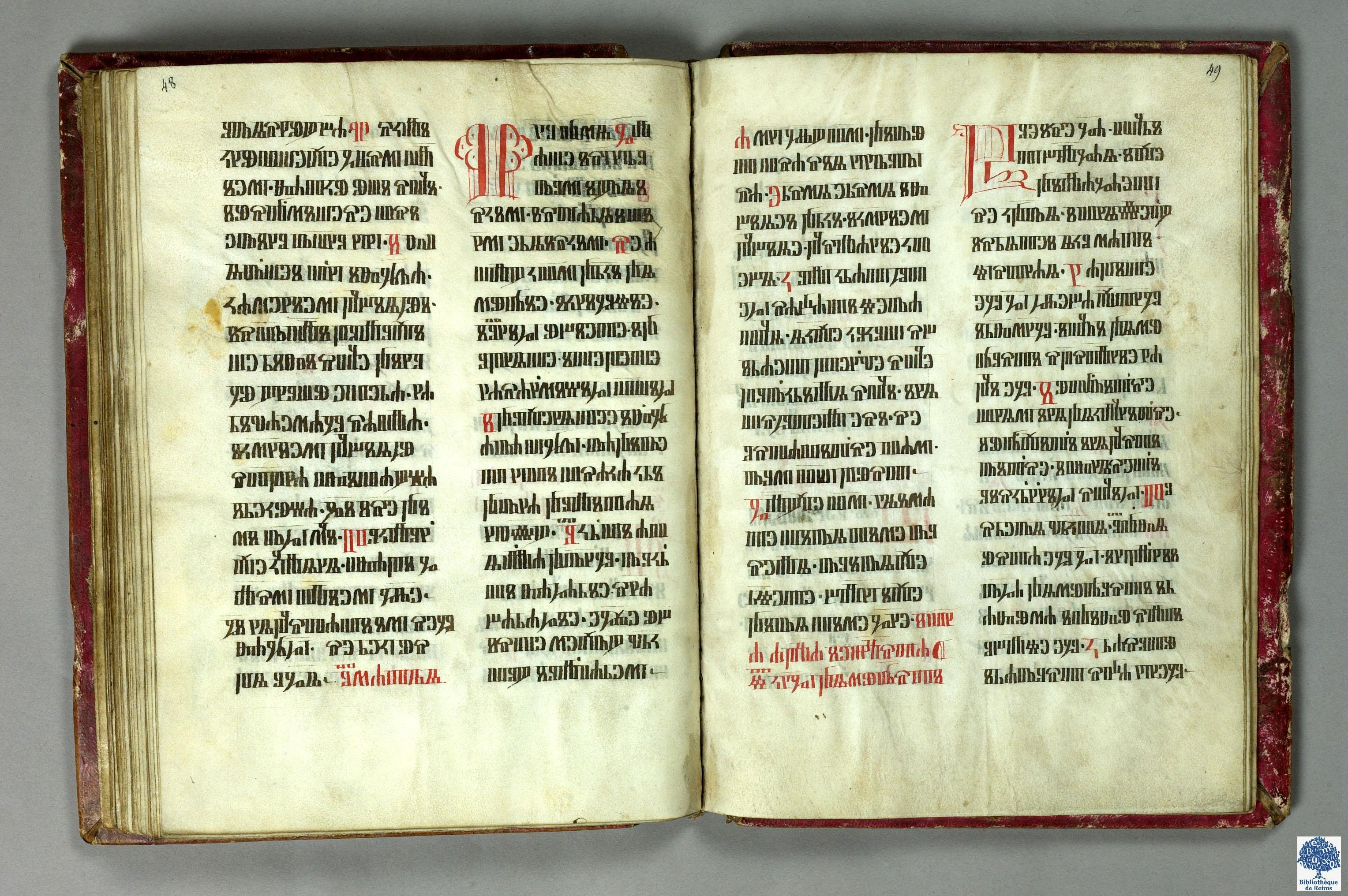
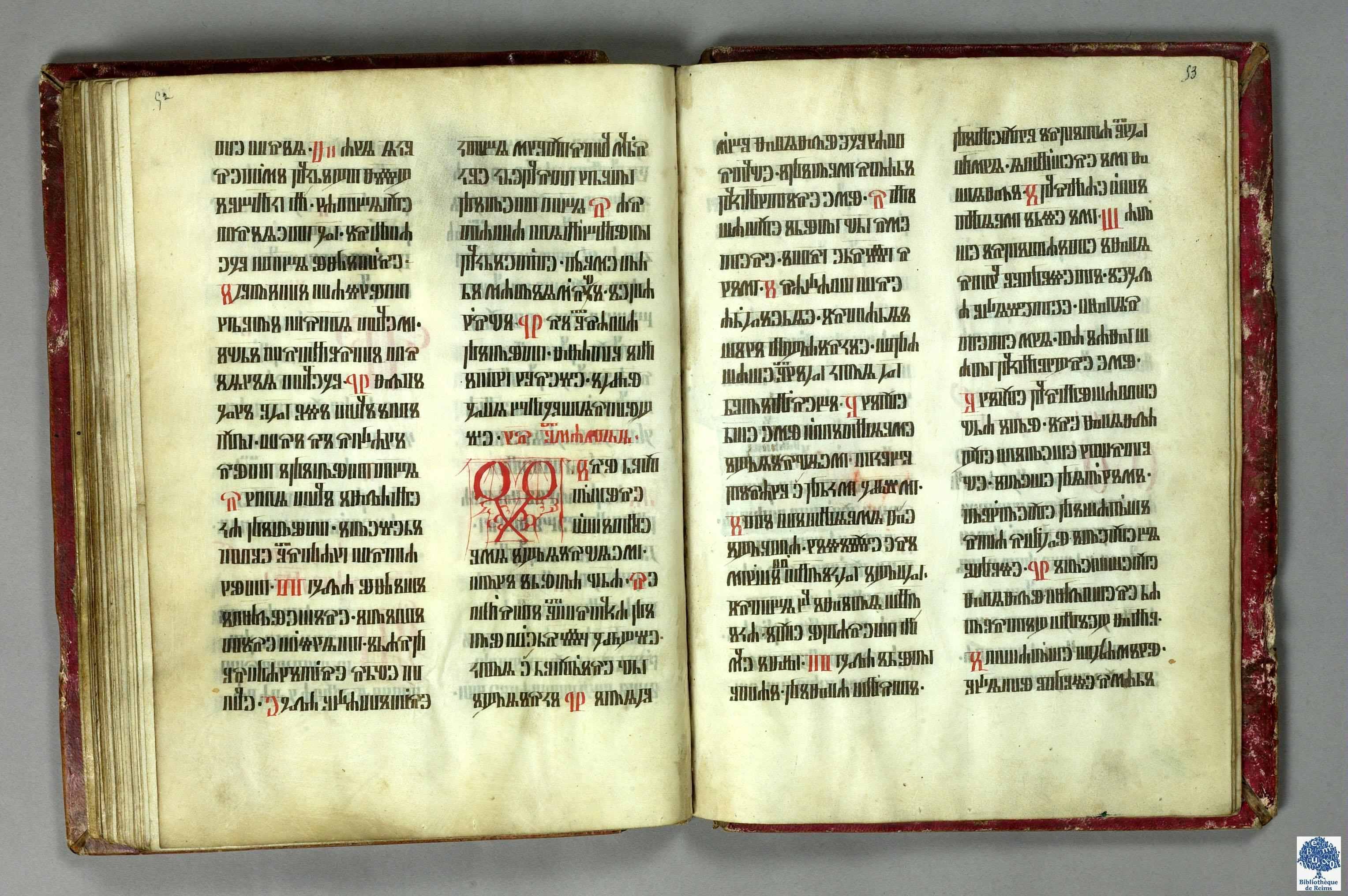
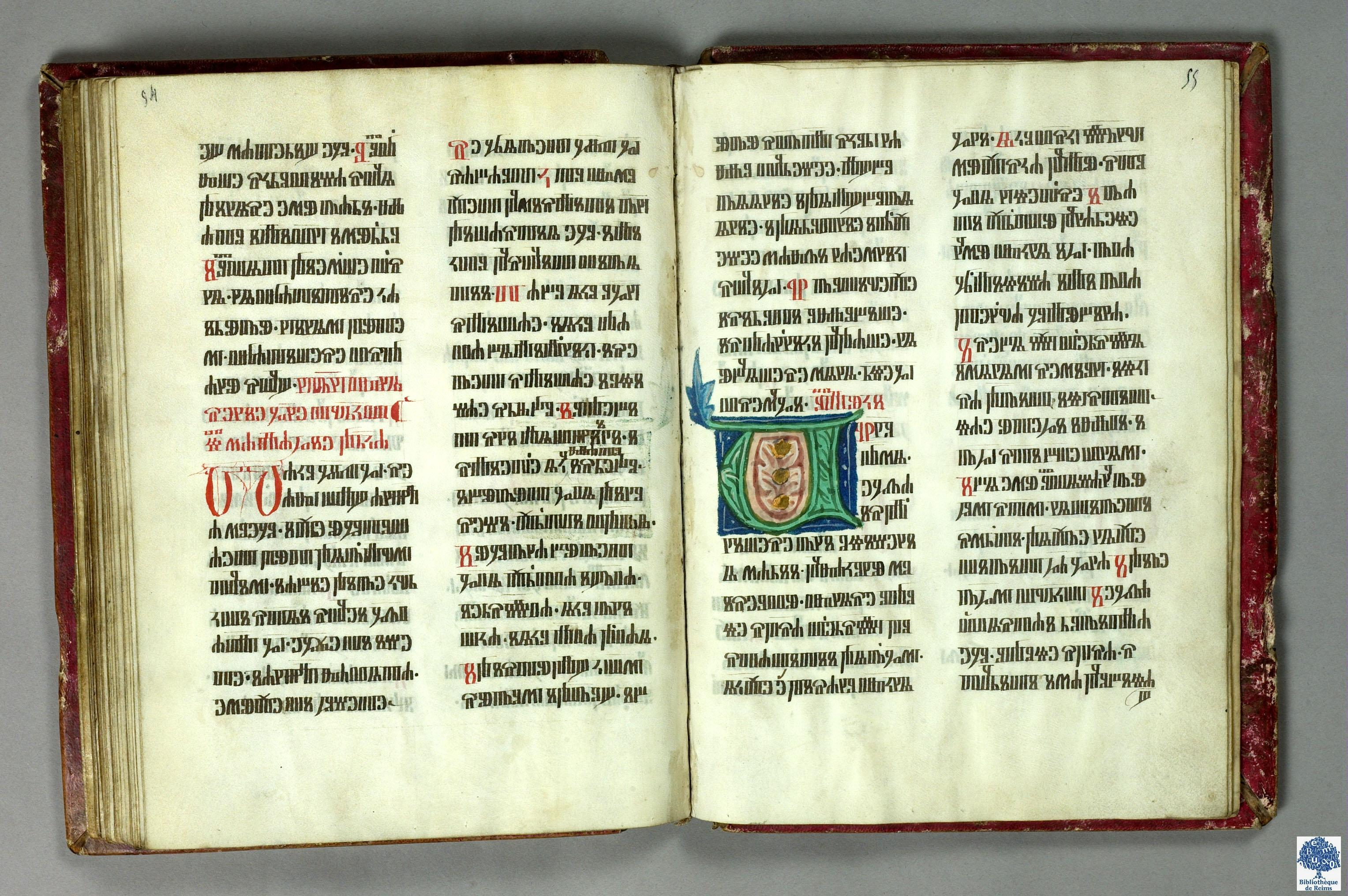
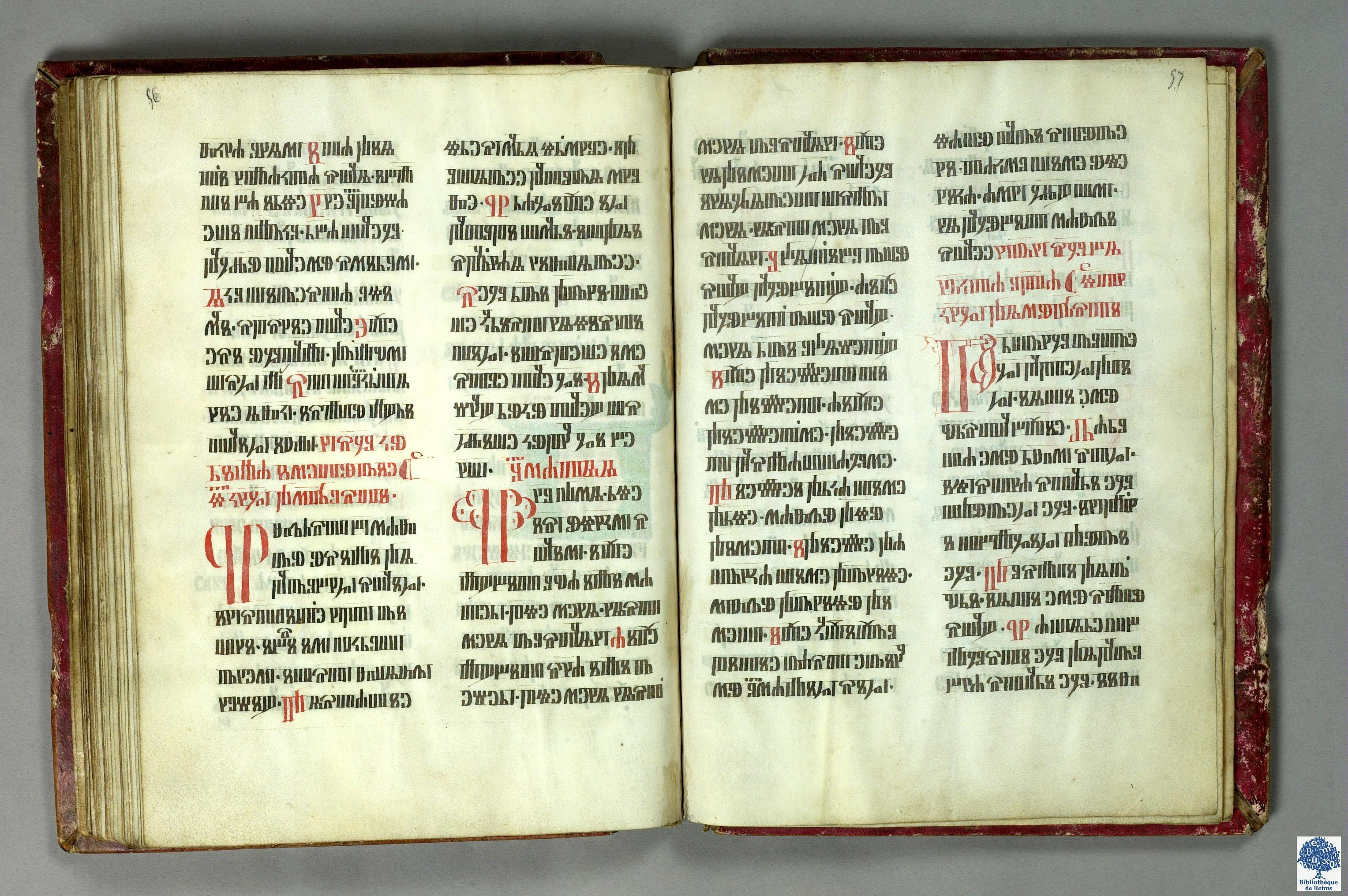
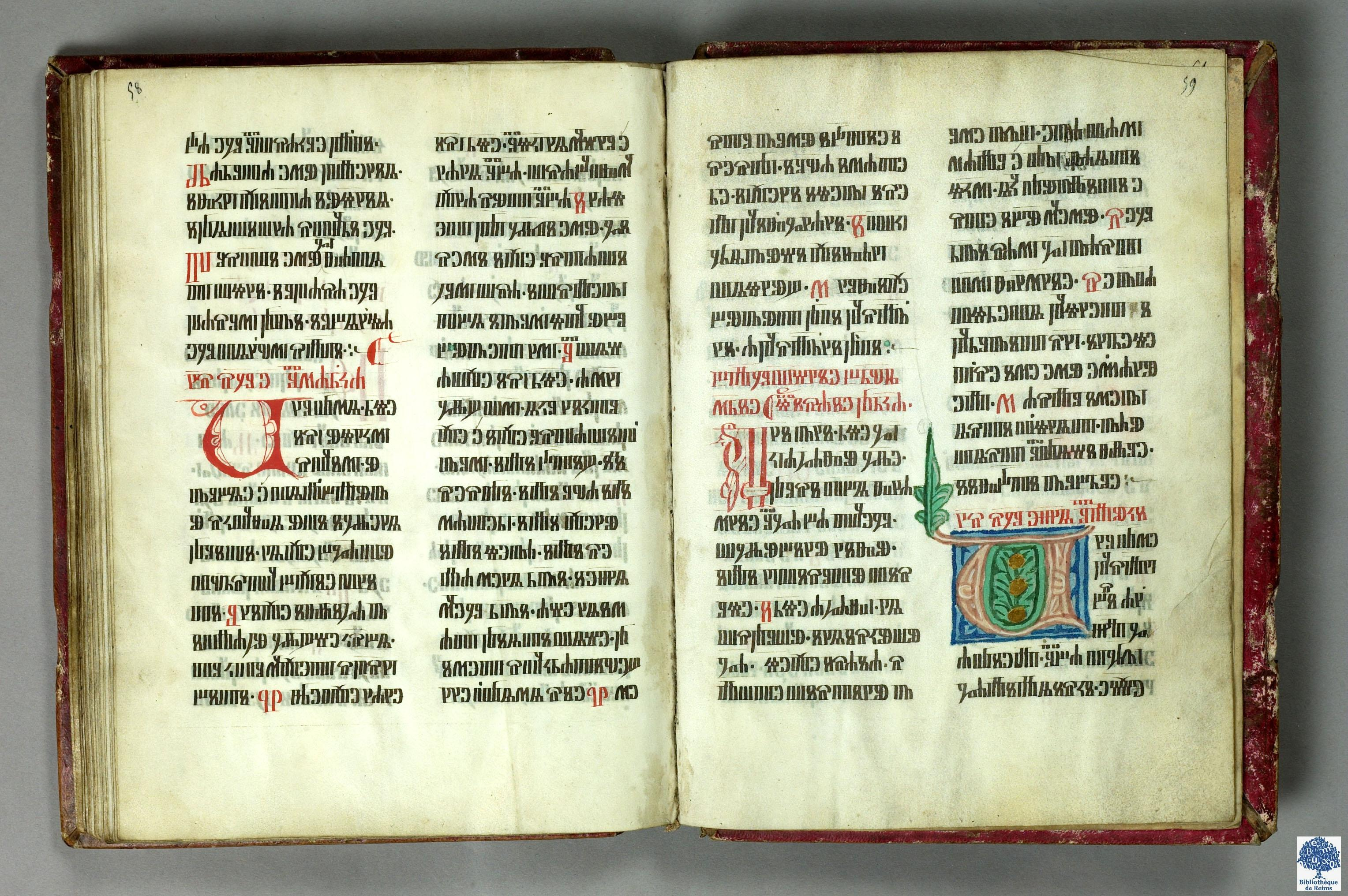
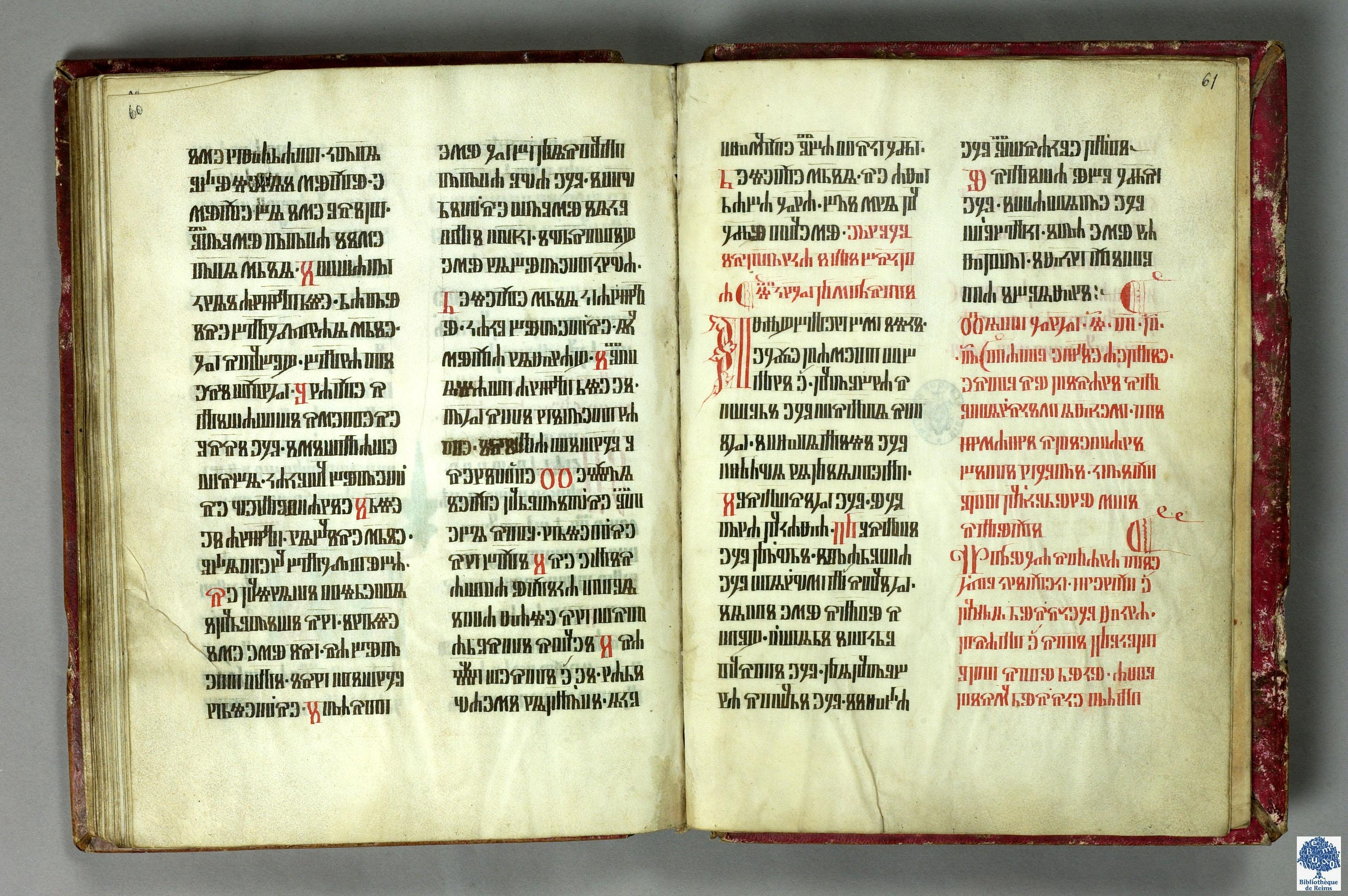
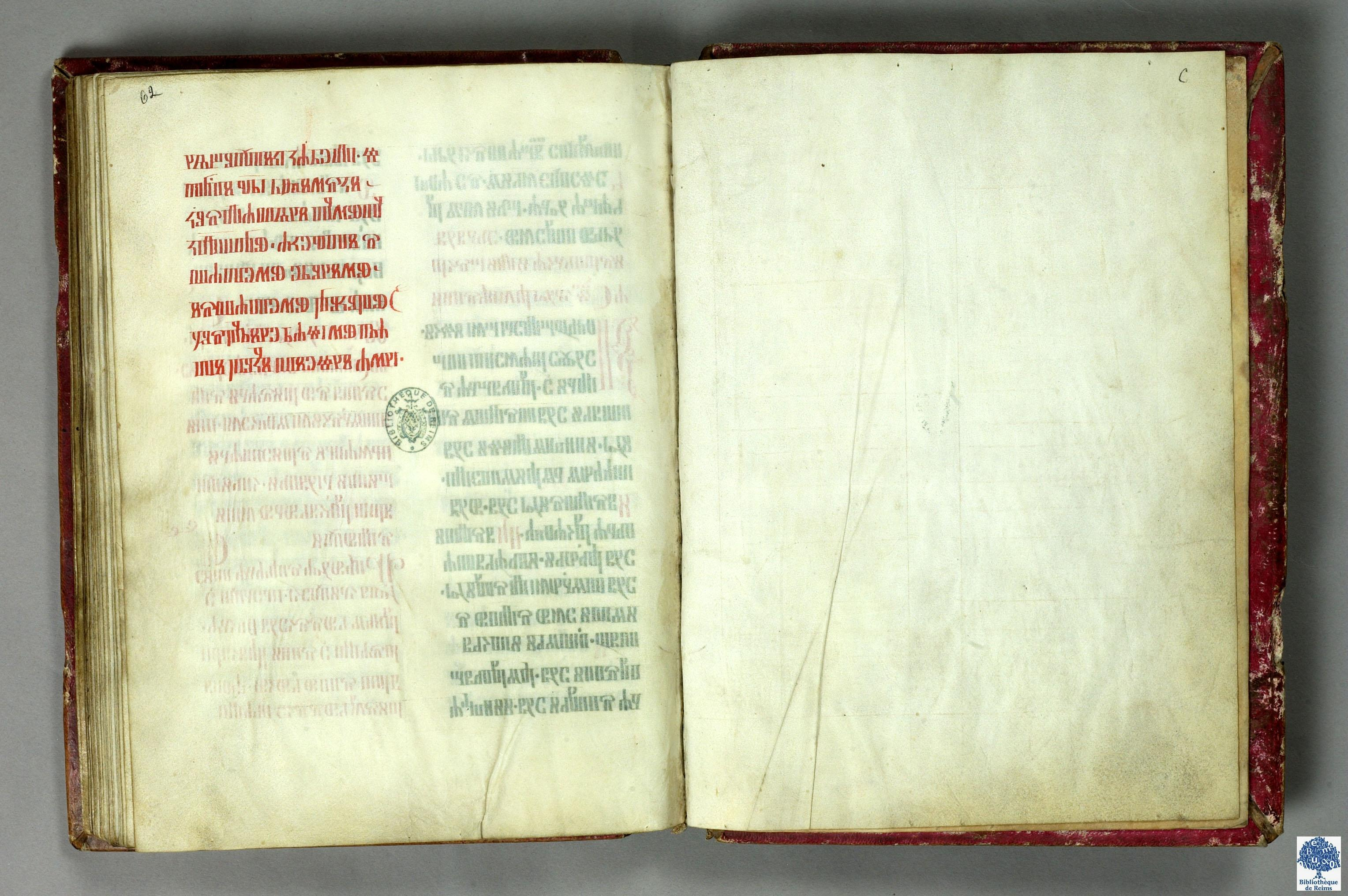